# Christina Aguilera
Christina María Aguilera (Staten Island, Nueva York, 18 de diciembre de 1980) es una cantante, compositora, actriz, modelo, diseñadora de moda, productora y empresaria estadounidense. Empezó a actuar y cantar desde niña, a través de papeles en producciones teatrales y programas de televisión en los que se destacan Star Search y Mickey Mouse Club.
En 1998, Aguilera grabó el tema «Reflection» para la banda sonora de la película original de Disney Channel, Mulan (1998). Más tarde, firmó con la discográfica RCA Records y en 1999 lanzó su álbum debut homónimo, Christina Aguilera, el que produjo los éxitos «Genie in a Bottle», «What a Girl Wants» y «Come On Over Baby (All I Want Is You)», los cuales llegaron al número uno de la lista Billboard Hot 100. Gracias a este álbum, Aguilera se convirtió en una de las artistas responsables de la revitalización que experimentó el pop adolescente en la industria de la música a finales de los años 1990 y eso la llevó a ganar un Premio Grammy por «mejor artista nuevo», convirtiéndola en la cantante del momento. En 2000 lanzó un álbum en español, titulado Mi reflejo, este álbum llevó a Aguilera a ser la primera artista estadounidense en ganar un Premio Grammy Latino. En el mismo año lanzó un álbum navideño, My Kind of Christmas. Después colaboró en el tema «Lady Marmalade» de la película Moulin Rouge! (2001) y en «Nobody Wants to Be Lonely» de Ricky Martin.
Por otra parte, Aguilera estaba disgustada con la falta de control sobre su música e imagen, por lo que presentó una demanda a su mánager, la cual ganó; de esta manera, comenzó a manejar su imagen y sonido artístico con su cuarto álbum de estudio, Stripped, en 2002, en el cual asumió el control creativo y del que se desprendieron los éxitos «Dirrty», «Beautiful» y «Fighter», que alcanzaron altas posiciones en las listas musicales de varios países. En 2006, lanzó su quinto álbum de estudio, Back to Basics, que recibió críticas positivas e incluyó elementos de soul, jazz, blues y R&B. Los sencillos «Ain't No Other Man», «Hurt» y «Candyman» llegaron a las primeras posiciones en las listas de varios países, mientras que la gira mundial que promocionó al álbum recaudó más de $90 millones de dólares. Luego de un breve receso en el cual se convirtió en madre, Aguilera lanzó un álbum de grandes éxitos, Keeps Gettin' Better: A Decade of Hits, en 2008.
En 2010 lanzó su sexto álbum de estudio, Bionic, el cual recibió críticas mixtas y llegó a los diez primeros puestos en las listas de varios países; ese mismo año se estrenó con éxito en taquilla la película Burlesque, siendo su primer papel protagónico y donde actuó junto a Cher. Desde 2011 hasta 2016, participó como jueza del programa de televisión musical The Voice, junto a cantantes como CeeLo Green, Blake Shelton y Adam Levine, este último miembro del grupo Maroon 5. En 2012 lanzó su séptimo álbum de estudio, Lotus, anticipado por el sencillo «Your Body». En ese periodo realizó colaboraciones exitosas como «Moves like Jagger» con Maroon 5, «Feel This Moment» con Pitbull, con el mexicano Alejandro Fernández en «Hoy tengo ganas de ti» y con A Great Big World para la canción «Say Something» que ganó el Grammy a la «mejor colaboración vocal de pop» en 2015. En 2018 lanzó su octavo álbum de estudio, Liberation, que debutó en los diez primeros puestos de las listas de algunos países y se embarcó por una gira en Norteamérica, The Liberation Tour. En 2019 se embarcó en su primera residencia de conciertos en Las Vegas, Christina Aguilera: The Xperience, que va de la mano con otra gira en Europa, The X Tour.
Aguilera es reconocida por las constantes reinvenciones que adopta con cada álbum que lanza. En sus canciones incluye temas a tratar como el amor, su infancia, la autoestima, la sexualidad, el feminismo y el empoderamiento de la mujer. Además posee un amplio registro vocal de 4 octavas, siendo conocida como «la voz de la generación». Se ha convertido en una figura prominente en la música y la cultura popular y ha sido reconocida como un icono pop. El trabajo de Aguilera ha ganado numerosos premios, entre ellos cinco premios Grammy y dos Grammys Latinos. Fue la mayor vendedora de la década de 2000 en cuanto a sencillos materiales, junto con Madonna. En 2008, la revista Rolling Stone la clasificó en el puesto número 58 de su lista de los 100 más grandes cantantes de todos los tiempos, situándose como la artista más joven y sólo la menor de treinta años en la lista. Por otro lado, cuenta con una estrella en el Paseo de la fama de Hollywood. Fue catalogada como la artista número 20 de la década de 2000 por Billboard. En 2013 fue nombrada como una de las 100 personas más influyentes del mundo por la revista Time. Ha vendido más de 100 millones de álbumes y sencillos en todo el mundo, con más de 15 millones de discos vendidos en Estados Unidos, situándola como la vigésima mujer más vendedora de la historia musical de dicho país.

## Biografía

### 1980-1998: primeros años e inicios de su carrera
Christina María Aguilera nació el 18 de diciembre de 1980 en Staten Island, Nueva York, Estados Unidos. Su padre, Fausto Xavier Aguilera, nacido en Ecuador, en la Provincia del Guayas, era un sargento del Ejército de los Estados Unidos. Su tía abuela es la soprano y académica musical María Victoria Aguilera Mesías originaria de Latacunga, Provincia de Cotopaxi, Ecuador. Su madre, Shelly Loraine Fidler, es una estadounidense de ascendencia irlandesa y alemana que trabajaba como una maestra de Idioma español. De acuerdo a varias declaraciones y a las letras de sus canciones, ella recibía maltrato psicológico y constantes abusos físicos por parte de su padre. En una entrevista al canal de televisión E!, la cantante confesó que durante su infancia vivió muchas cosas desagradables, como los golpes que propinaba su padre a su madre. Igualmente, agregó que nunca estuvo segura mientras crecía, y le agradece a la música por ser el método que usó para olvidar sus dolores emocionales. En 1989, Shelly y Fausto se divorciaron, después de diez años de matrimonio. Posteriormente, Shelly contrajo matrimonio con un paramédico llamado Jim Kearns y se cambió el nombre por Shelly Kearns. Por otra parte, Fausto le escribió una carta a Aguilera donde decía que quería hablar con ella. No obstante, la cantante negó cualquier oportunidad de verlo otra vez.
En su periodo de infancia, su carrera artística comenzó a construirse y Aguilera ya era reconocida como «la pequeña niña de la gran voz». Pero su capacidad y talento vocal molestaban a algunos de sus vecinos, quienes la despreciaban con burlas y marginación. Poco tiempo después, Aguilera, su madre y su hermana se mudaron a un suburbio de Pittsburgh, llevando en secreto el talento de Aguilera para evitar otros actos hostiles. Así, empezó a participar en espectáculos para jóvenes talentos, y a los siete años hizo su primera aparición pública en un programa de televisión cantando la canción «A Sunday Kind of Love» de Etta James, la cual volvió a interpretar a los ocho años cuando se presentó en el concurso de televisión Star Search, pero no resultó ganadora.
Durante su adolescencia, Aguilera cantó The Star-Spangled Banner, el himno nacional de Estados Unidos, en la introducción de los partidos de hockey, béisbol y fútbol americano de los grupos locales. Más tarde presentó un casting a la compañía infantil Disney para una nueva versión del programa de televisión Mickey Mouse Club. Durante las audiciones y grabaciones conoció a Justin Timberlake, Britney Spears, Ryan Gosling y Keri Russell, quienes se referían a Aguilera como «la Diva». En 1994, el programa fue cancelado y la cantante comenzó a grabar un demo discográfico llamado Just Be Free, junto a la compañía Warlock Records. En 1997 colaboró en el sencillo «All I Wanna Do» junto al cantante japonés Keizo Nakanishi. En ese año representó a Estados Unidos en el festival internacional Golden Stag, donde cantó junto a las artistas Sheryl Crow y Diana Ross. Gracias a su extensión vocal y voz expresiva, Christina Aguilera logró su primer contrato con una discográfica, al alcanzar la nota de mi5. En 1998 volvió a trabajar con la compañía Disney, esta vez interpretando «Reflection», el tema principal de la banda sonora de la película animada Mulan (1998).

### 1999-2001:Christina Aguilera,Mi reflejoyMy Kind of Christmas

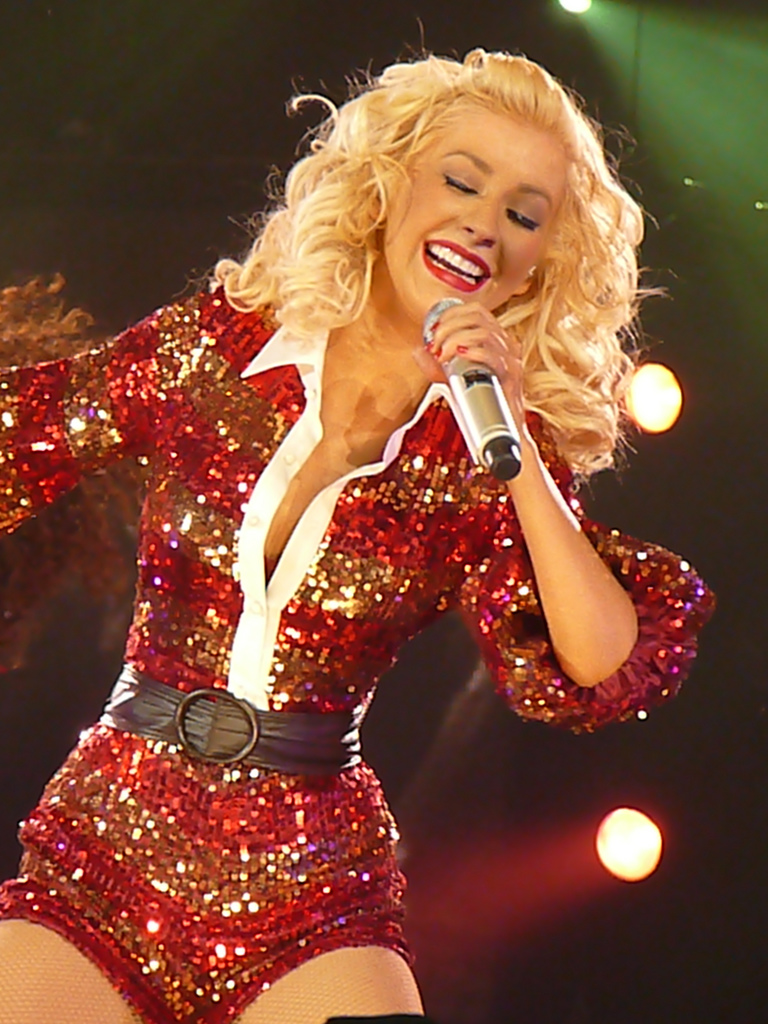
Aguilera durante la interpretación de «What a Girl Wants» en 2006.

Después de grabar «Reflection», Aguilera atrajo la atención de Ron Fair, el A&R de RCA Records, y más tarde firmó con la compañía, con la cual comenzó a preparar su debut en la industria musical. La discográfica comenzó a presentarle a Aguilera pistas para grabar y sentó las bases de su álbum debut. En agosto de 1999, fue publicado su álbum debut homónimo, Christina Aguilera, que llegó al número uno de la lista Billboard 200 en Estados Unidos. La promoción del disco contó con el lanzamiento de cuatro sencillos, el primero, «Genie in a Bottle», llegó al número uno en la lista Billboard Hot 100, convirtiendo a Aguilera en las pocas cantantes en tener su sencillo debut en dicho puesto, este sencillo fue el que tuvo mayor éxito, pues permaneció cinco semanas en esa posición, certificándose disco de platino, al venderse un millón de copias en distribución física. Después vino «What a Girl Wants», que también logró llegar al número uno en el Hot 100, «I Turn to You» alcanzó el número 3 en la misma lista y «Come On Over Baby (All I Want Is You)» logró el número uno, Además de tener su álbum debut en el número uno en la lista Billboard 200, todas estas posiciones en las listas convirtieron a Aguilera rápidamente en una de las pocas cantantes en tener su álbum debut y su sencillo debut en el número 1 y de tener 4 sencillos de su mismo álbum en el top 5. El álbum vendió más de 8 millones de copias en Estados Unidos y hasta la fecha ha vendido más de 17 millones de copias en todo el mundo. En 2000, Aguilera ganó su primer premio Grammy en la categoría de «mejor artista nuevo», superando a cantantes como Britney Spears y Kid Rock.
En septiembre de 2000, Aguilera publicó su segundo álbum de estudio, titulado Mi reflejo, siendo su primer álbum en español y el cual incluye cinco versiones en dicho idioma de su álbum debut, así como cuatro canciones nuevas y dos versiones de otros artistas. Los críticos lo recibieron de manera negativa; la página de internet Allmusic argumentó que era más que todo un intento de enriquecimiento con la popularidad del pop latino de la época. Pero esta crítica no impidió que el material lograra llegar al número uno en el listado Billboard Top Latin Albums, permaneciendo 19 semanas consecutivas en dicha posición, este es un récord exclusivo para Aguilera ya que nadie lo ha logrado en toda la historia de Billboard en ninguna de sus listas. Además fue certificado como 6 veces platino en Estados Unidos por la empresa RIAA Latín. Este material tuvo como sencillos «Ven conmigo (Solamente tú)» la versión en español de «Come On Over (All I Want Is You)», esta versión logró ser número uno en Billboard Hot Latin Songs y se sumó otro récord para Aguilera, siendo la única artista en tener la versión en inglés y español de una canción en el número uno de las listas Billboard Hot 100 y Hot Latin Songs, respectivamente. También lanzó con éxito los sencillos «Falsas esperanzas» y «Pero me acuerdo de ti», esta última sigue siendo una de las canciones más radiadas en Hispanoamérica. El éxito del álbum se vio reflejado en sus más de 4 millones de copias vendidas mundialmente, convirtiéndolo en el álbum en español más vendido durante 2001. Por otro lado, Mi reflejo ganó un Premio Grammy Latino al «mejor álbum pop vocal femenino» en 2001, siendo la primera cantante estadounidense en ganar dicho premio. Para promocionar sus primeros álbumes, Aguilera se embarcó en su primera gira, Christina Aguilera: In Concert Tour. A finales de 2000, Aguilera lanzó un álbum de edición especial navideña, titulado My Kind of Christmas, el cual alcanzó la posición 28 en la lista Billboard 200, y se convirtió en el sexto disco navideño más vendido con más de 3 millones de copias a nivel mundial.
A pesar de su éxito inicial, Aguilera estaba disgustada con la música y la imagen a la que su mánager Steve Kurtz la había alineado, sintiéndose incapaz de controlar su propia imagen. La opinión de Aguilera sobre la influencia de Kurtz en asuntos de su dirección creativa, el rol de ser su mánager personal exclusivo y el exceso de programación en parte la habían llevado a buscar medios legales para rescindir su contrato de administración. En octubre de 2000, Aguilera presentó una demanda por incumplimiento del deber fiduciario contra Kurtz por influencia impropia, indebida e inapropiada sobre sus actividades profesionales, así como por fraude. Después de terminar con los servicios de Kurtz, Irving Azoff fue contratado como su nuevo mánager.
En 2001, Aguilera participó en la grabación de la canción «Nobody Wants to Be Lonely» del álbum Sound Loaded del cantante puertorriqueño Ricky Martin. Ese mismo año, la rapera estadounidense Missy Elliott ingenió una versión del sencillo de 1975, «Lady Marmalade», del grupo LaBelle, la cual fue utilizada como el tema principal de la película Moulin Rouge! (2001). Elliot buscó a Aguilera y a las artistas estadounidenses Lil' Kim, Mýa y Pink para su interpretación. Su rendimiento comercial fue muy alto; alcanzó el número uno en más de diez países, incluyendo el Billboard Hot 100 de Estados Unidos. En 2002, ambos sencillos fueron nominados en la categoría de mejor colaboración vocal de pop en los premios Grammy, otorgándosele a «Lady Marmalade».

### 2002-2004:Stripped
En 2002, Aguilera concedió una entrevista a la revista estadounidense Rolling Stone, donde sostuvo que se encontraba grabando un material discográfico que consistía en un sonido e imagen "real" de ella misma. Las características artísticas del álbum incluían, igualmente, el deseo personal de Aguilera en eliminar su apariencia de niña "súper limpia", adquirida durante la promoción de su álbum debut, y que afrontaba este cambio sin importar que vendiera "una copia o un millón de ellas". En octubre de 2002, fue publicado su tercer álbum de estudio, Stripped, contando con el apoyo de los productores y compositores Linda Perry y Scott Storch. El álbum recibió reseñas mixtas de los críticos, algunos elogiaron la voz de Aguilera, pero otros lo criticaron negativamente por su falta de concentración musical.

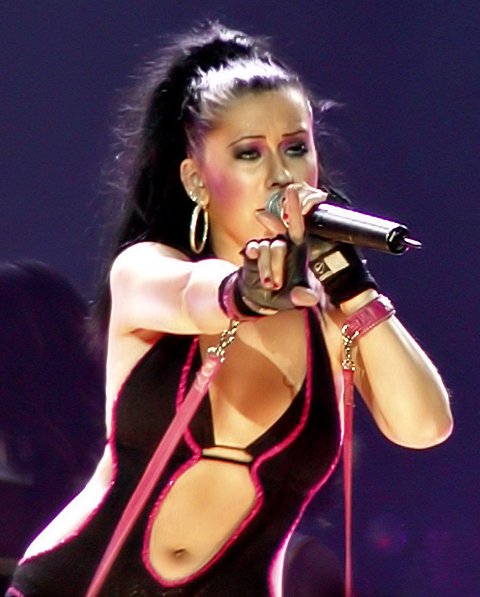
Aguilera en una interpretación correspondiente a la gira Stripped World Tour (2003).

En Stripped, Aguilera incorporó un alter ego llamado Xtina y durante la promoción del álbum deslumbró a todo el mundo por su nueva imagen de chica rebelde sucia; este álbum adquirió el lanzamiento de cinco sencillos a nivel mundial, sobresaliendo los dos primeros por el contenido de sus letras y sus videos musicales. El primer sencillo, «Dirrty», recibió críticas mixtas; la columna de Allmusic argumentó que no era "una canción" y el semanario Entertainment Weekly sostuvo que era "desesperada y chillona". Por otro lado, su video musical generó controversia inmediata, pues en él se incluían alusiones a la macrofilia, al fetichismo sexual y al contorsionismo erótico; el video de «Dirrty» es considerado el más sucio y sexy de la historia. Con el segundo sencillo, «Beautiful», la cantante obtuvo gran éxito comercial y se convirtió en unas de las baladas más escuchadas de toda la historia, e incluso ganó un premio Grammy a la «mejor interpretación vocal pop femenina». Las críticas del álbum cambiaron de negativas a positivas rápidamente, mientras que el video musical de la canción incluía escenas sobre temas como la anorexia, discriminación, así como también muestra a una pareja homosexual y un hombre transgénero, transmitiendo un mensaje de igualdad. Gracias a ello, recibió un galardón en los GLAAD Media Awards otorgado por la comunidad LGBT, argumentado como una muestra de "tolerancia y respeto" y la canción llegó a ser número uno en Chart Mundial y número dos en el Billboard Hot 100. Después lanzó el tercer sencillo del álbum, «Fighter», antes de su lanzamiento, ya se encontraba en las listas de popularidad, esta canción ha tomado un impacto cultural en la sociedad y se ha convertido en unas de las canciones más interpretadas por participantes de American Idol, X-Factor entre otros programas de canto. Los siguientes sencillos fueron «Can't Hold Us Down», que contó con la colaboración de la rapera Lil' Kim y por último «The Voice Within», este último a pesar de no ser un éxito instantáneo, con el paso del tiempo se ha convertido en uno de los temas más escogidos en radios, sonando todavía frecuentemente, y apareciendo en series de televisión.
En los MTV Video Music Awards 2003, Britney Spears y Christina Aguilera se presentaron junto a la reina del pop Madonna. En medio de la presentación, Madonna besó en la boca a Spears y Aguilera, lo que inmediatamente fue noticia alrededor del mundo por el polémico beso y causó una fuerte reacción de los medios, dicho suceso ha marcado la historia de los premios MTV.
En 2003, Aguilera se unió al cantante pop Justin Timberlake en la finalización de la gira Justified and Lovin' It Live. La manga final se llamó Justified and Stripped Tour y fue exclusiva en América del Norte, donde recibió críticas muy buenas y fue catalogada como "el tour más sexy de la tierra". No obstante, después de que concluyera el espectáculo de Timberlake, la cantante continuó con una gira solista llamada Stripped World Tour, llegando a Europa, Asia y Oceanía. En 2004 fue publicado un DVD promocional del tour, nombrado Live in the UK, grabado en el Reino Unido. Por otra parte, Stripped fue un éxito comercial, debutó en la posición número dos del Billboard 200 y vendió más de 4 millones de copias en Estados Unidos; a nivel mundial, el álbum ha vendido más de 13 millones de copias. En Estados Unidos y en Australia fue certificado con cuatro discos de platino, mientras que en el Reino Unido se galardonó con cinco.

### 2005-2008:Back to Basicsy recopilatorio

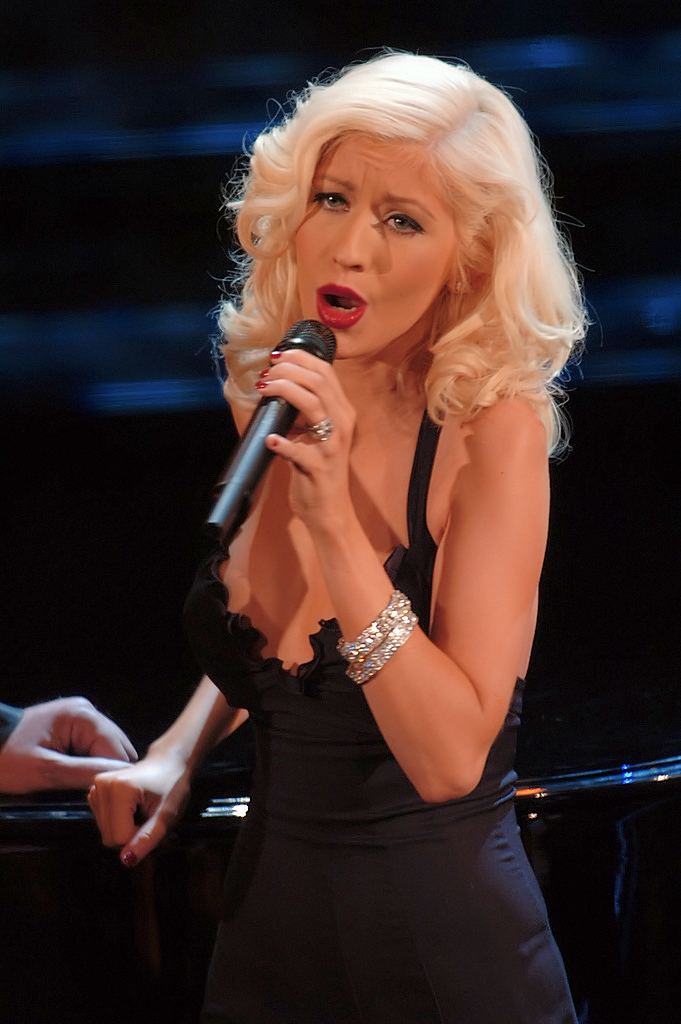
Aguilera durante el festival de San Remo en 2006.

A finales de 2005 e inicios de 2006, Aguilera trabajó con los artistas Herbie Hancock y Andrea Bocelli, interpretando las canciones "A Song for You" y "Somos novios", respectivamente. Durante el mismo período, la cantante empezó con las grabaciones de un álbum influenciado por los cantantes que ella admira, como Billie Holiday, Otis Redding, Etta James y Ella Fitzgerald, y que al escucharlo "todos se sintieran relajados". Para la producción y grabación del material, principalmente, Aguilera contactó a DJ Premier, Mark Ronson y a la compositora Linda Perry. Su cuarto álbum de estudio, Back to Basics, fue lanzado en agosto de 2006 bajo el sello discográfico RCA. De acuerdo a las afirmaciones de la cantante, el álbum contiene influencias de los géneros soul, blue-eyed soul, R&B y jazz con un estilo modernizado. Su formato era como álbum doble: dos discos, el primero que incluye canciones con influencias de R&B, hip hop y elementos urbanos y la mayoría de estas incorporan samples, mientras que el segundo incluye canciones grabadas en vivo y es un trabajo exclusivo de Aguilera y Perry. Para este álbum, la cantante incorporó un nuevo alter ego, denominado Baby Jane, que incluía un cambio de imagen inspirado en las actrices del cine clásico de Hollywood.
El álbum recibió críticas positivas, siendo la producción de Christina Aguilera más elogiada por las columnas informativas y el único álbum de la historia en lograr 5 estrellas por parte de todos los medios internacionales. El semanario Entertainment Weekly lo eligió como uno de los mejores álbumes de la historia, mientras que la página de internet especialista en música, Allmusic comentó que Back to Basics era «una declaración artística más allá de lo que pueden producir» los demás cantantes del mundo y del pop. La revista Rolling Stone dijo que el material remarca el trono musical de Aguilera. Comercialmente, el álbum tuvo éxito, debutó en el puesto número uno del Billboard 200 en Estados Unidos y fue certificado con disco de platino por la RIAA. También llegó al número uno en Australia, Canadá, Irlanda y el Reino Unido, así como a los diez primeros puestos en Bélgica, España, Francia, Nueva Zelanda, entre otros.

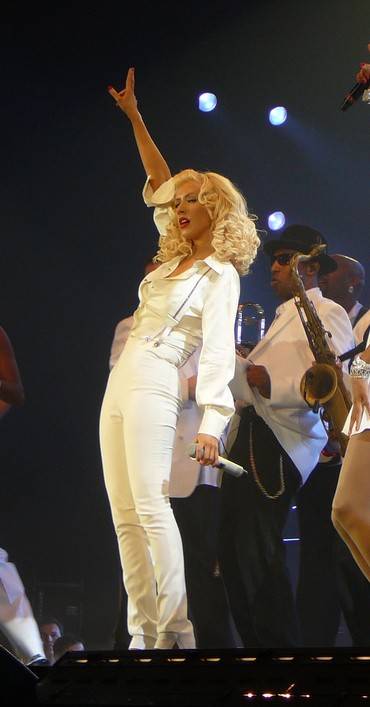
Aguilera en su gira Back to Basics Tour de 2006 y 2007.

La promoción de Back to Basics inició con la presentación del primer sencillo, «Ain't No Other Man», en la ceremonia de MTV Movie Awards de 2006. En julio de ese mismo año, Aguilera cantó en dos espectáculos privados en París y Londres, interpretando «Ain't No Other Man», «Understand», «Candyman» (tercer sencillo del álbum), «Lady Marmalade», «Oh Mother», «Beautiful» y «Slow Down Baby». Al poco tiempo de la publicación del material discográfico, la cantante entonó, en la ceremonia de los premios MTV Video Music Awards de 2006, el segundo sencillo, titulado «Hurt». Por otro lado, Aguilera cantó la canción «Steppin' Out with My Baby» con Tony Bennett en el especial de NBC, Tony Bennett: An American Classic y en Saturday Night Live.
A finales de 2006, Aguilera emprendió la gira musical titulada Back to Basics Tour, dirigida por Jamie King, la cual empezó en Europa y se dirigió a Oceanía, Asia y América del Norte. Antes de iniciar la manga norteamericana, la artista interpretó el tema «It's a Man's Man's Man's World", del cantante James Brown, en la 49.ª edición de los Premios Grammy. La presentación obtuvo el reconocimiento como la tercera en la lista de las mejores interpretaciones en la ceremonia. Esa misma noche, se llevó el galardón a «Mejor interpretación femenina vocal pop», por el primer sencillo del álbum. En 2007 fue grabado un DVD promocional de su gira mundial Back to Basics Tour, titulado Back to Basics: Live and Down Under, grabado en Australia y lanzado a inicios de 2008, tiempo en el cual se lanzó un video exclusivo en honor al nacimiento de su hijo y para sus fanes, de la canción «Save Me From Myself» terminando así la promoción de Back to Basics, el tour se convirtió en el tercero más recaudador por una cantante femenina, por detrás de Madonna y Celine Dion, y en el tour más recaudador del 2006 y 2007.

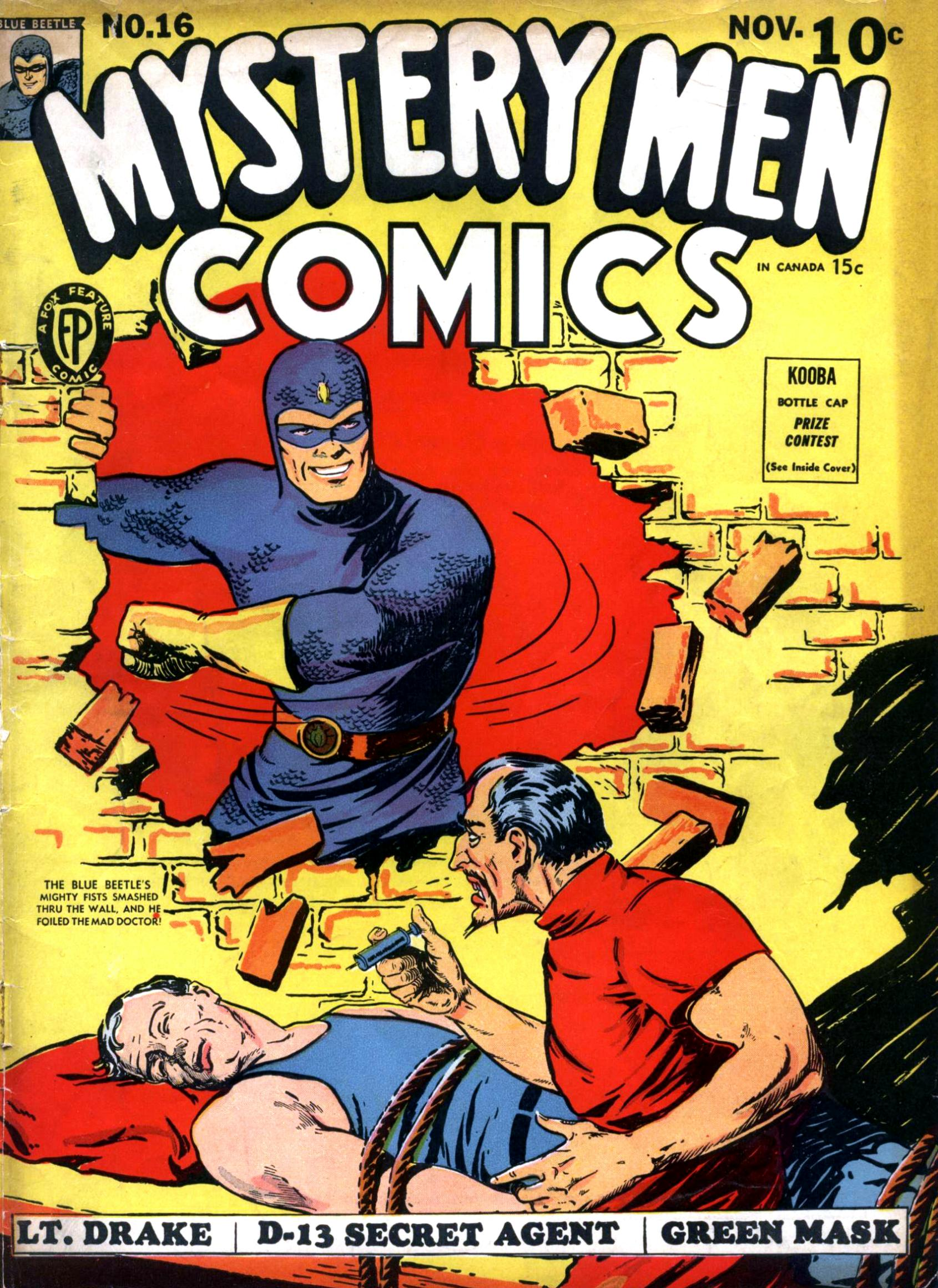
Aguilera se inspiró en cómics para el video de «Keeps Gettin' Better».

En noviembre de 2008, RCA Records publicó el primer álbum recopilatorio de Aguilera, bajo el nombre de Keeps Gettin' Better: A Decade of Hits, que debutó en el top diez en el Billboard 200 de los Estados Unidos. De acuerdo a sus declaraciones y al folleto del disco, el material fue lanzado como un agradecimiento al nacimiento de su primogénito (enero de ese año) y a sus fanes. En Estados Unidos fue distribuido exclusivamente por la tienda de variedades Target Corporation. Sus canciones fueron escogidas por la misma Aguilera, señalando que era una recopilación donde colocaba sus temas favoritos. Sin embargo, su repertorio incorporó cuatro pistas adicionales, entre las cuales dos eran mezclas de «Genie in a Bottle», bajo el nombre de «Genie 2.0.», y «Beautiful», bajo el nombre de «You Are What You Are». No obstante, uno de los otros dos cortes discográficos fue lanzado como sencillo, teniendo el mismo título que el álbum, «Keeps Gettin' Better».
La promoción de los grandes éxitos contó con presentaciones en dos ceremonias de premios en Estados Unidos. El 7 de septiembre de 2008, en los MTV Video Music Awards, Aguilera interpretó «Keeps Gettin' Better» junto a la mezcla «Genie 2.0». La canción debutó en el número 7 en el Billboard Hot 100, de los Estados Unidos, siendo el debut más alto de Aguilera en ese listado. Por otro lado, ese mismo año, la cantante fue la encargada de abrir la ceremonia de Premios American Music, en una sección de siete minutos, donde entonó seis éxitos de su carrera. Este álbum superó las dos millones de copias vendidas a nivel mundial y alcanzó el disco de oro en los Estados Unidos.

### 2009-2011:Bionic, altibajos yBurlesque

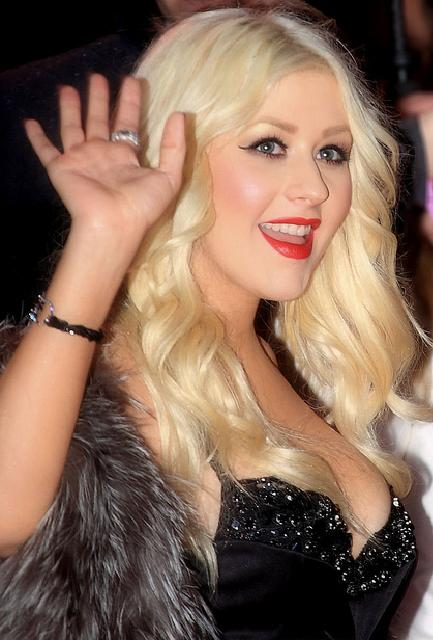
Aguilera en el estreno de la película Burlesque en 2010.

Desde su gira mundial pasada, Christina protagonizó gran parte de los rumores en los tabloides de la prensa referentes a su quinto álbum de estudio. Parte de la producción fue anunciada desde el primer bimestre de 2009, incluyendo noticias de colaboraciones con la cantante Sia, la compositora Linda Perry y las bandas Goldfrapp y Ladytron, junto a ellos trabajo en gran parte de 2009. Aparte del sonido del disco, los comentarios de la propia Christina señalaban que esta nueva etapa representaba un gran cambio en su imagen artística, argumentando que su álbum incorporaría su amor por la cultura japonesa, alusiones al arte pop, en especialmente a Andy Warhol, y a las historietas de DC Comics, siendo en general, un álbum de estilo futurístico.
El 8 de junio de 2010 fue publicado finalmente el quinto álbum de estudio de Aguilera, llamado Bionic, con el lanzamiento logró debutar en la posición número 3 de Billboard 200 en los Estados Unidos vendiendo en su primera semana 121 000 copias en dicho país. Hasta finales de 2011, el álbum vendió 314 000 copias en los Estados Unidos, siendo el álbum menos vendido de la cantante, debido entre otras cosas a las descargas ilegales, Alcanzó el número 1 en países como Reino Unido, Alemania, Austria, Hong Kong, Taiwán, Grecia, entre otros. Alcanzó el top 3 en más de treinta países alrededor del mundo. Además obtuvo certificación de disco de oro en países como Australia, Grecia y Austria. Algunos críticos de música elogiaron Aguilera, mientras que otros por ser atrevido y experimental sintieron que estaba fuertemente influenciado por sus colaboradores que dieron lugar a la incoherencia y falta de concentración y que volvía a los tiempos sucios de 2002 donde la cantante publicó el álbum Stripped. Entre los productores y letristas incluidos en el álbum se encuentran M.I.A., Tricky Stewart, Le Tigre, Switch, Dean Ester, los compositores Sam Endicott, Sia Furler, Kelly Claude, Linda Perry y colaboraciones con M.I.A., Nicki Minaj y Peaches. El álbum generó solo dos sencillos oficiales, el primero de ellos llamado "Not Myself Tonight", una canción pop electrónica que alcanzó el puesto número 23 en Billboard Hot 100 y alcanzó el top 5 en la mayoría de los países de Asia. Alcanzó el número 1 en Billboard Hot Dance Club Play —lista de canciones más sonadas en las discotecas de los Estados Unidos—. Se convirtió en la Canción del verano del 2010 en dicho país. El segundo sencillo "You Lost Me" que logró posicionarse en el puesto número 1 en el Billboard Hot Dance Club Play al igual que su antecesor, y con esto logró tener dos sencillos consecutivos en el número 1 con un mismo álbum. No obstante, dicho sencillo no pudo ingresar en varias listas de alta importancia de alrededor del mundo, tales como la propia Billboard Hot 100 de los Estados Unidos. Asimismo, ese mismo año Christina Aguilera colaboró en la canción «Castle Walls» del rapero T.I. para el álbum de este titulado No Mercy. Dicha canción se tenía planeado lanzarse como sencillo oficial pero se canceló su libertad. Además un vídeo musical fue filmado, y el 23 de noviembre se utilizó un fragmento de dicho vídeo para promocionar el lanzamiento de No Mercy. Sin embargo, el vídeo musical de la canción no se ha puesto a la luz, debido a la cancelación del sencillo.

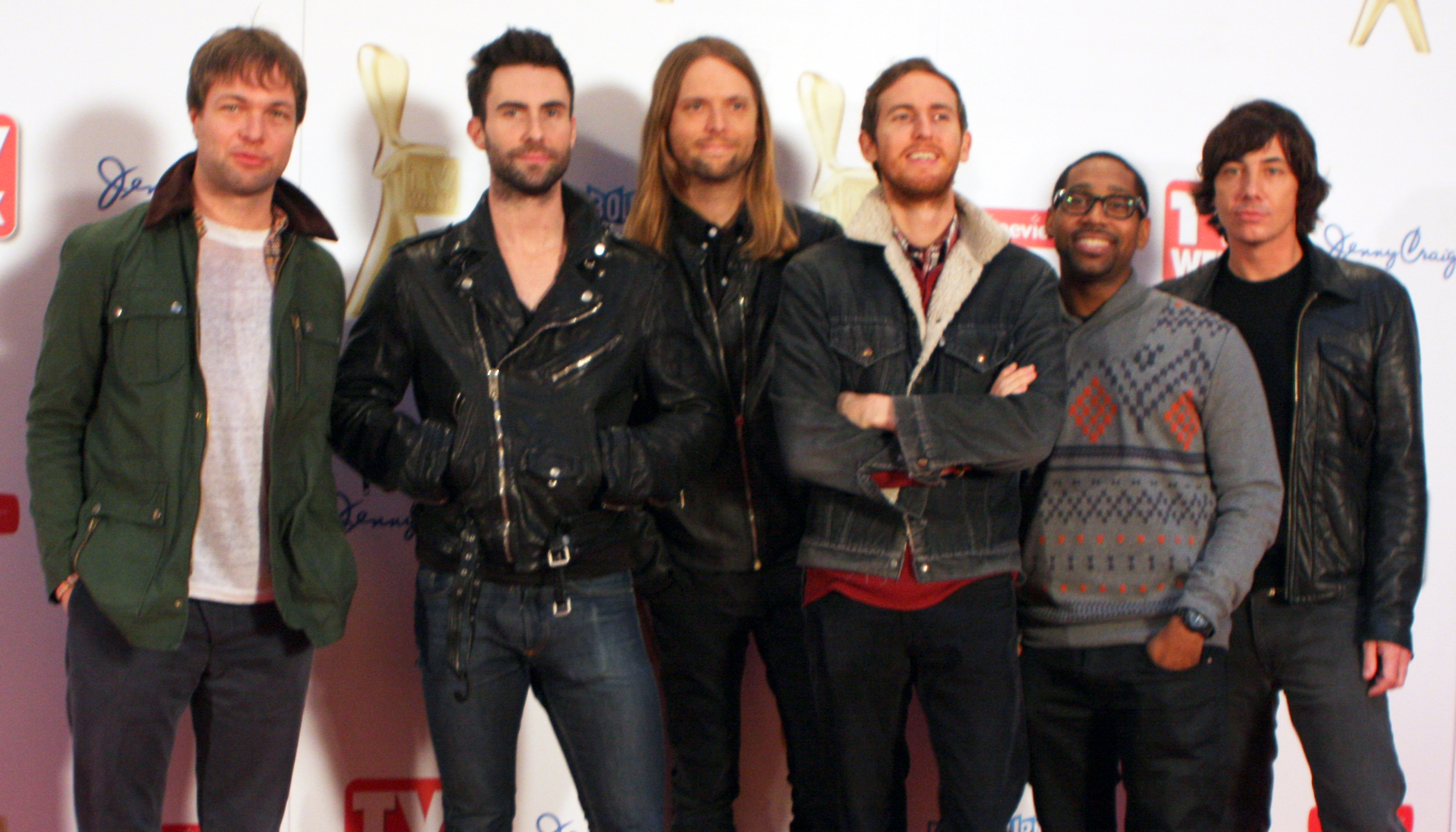
Maroon 5, grupo con que colaboró Christina Aguilera en el exitoso sencillo «Moves Like Jagger».

Junto al lanzamiento de Bionic, Aguilera tenía programadas las fechas para la gira del verano de 2010, pero debido a las coincidencias en las fechas con la promoción de Burlesque y la necesidad de según la propia cantante «tiempo de ensayo" llevó a su cancelación temporal. Ella planeó reprogramar las fechas de gira para el 2011, pero nunca ocurrió.
A fines de 2010, el sitio iLeaks, gran fuente de descargas ilegales difundió de acuerdo con una lista publicada por la página en fin de año que Bionic fue el álbum más descargado en el sitio, con más de 15 millones de descargas ilegales, del mismo modo «Not Myself Tonight» fue la canción más descargada del año, también fue el vídeo más descargado ocupando el número 1, para terminar Christina Aguilera fue la artista más descargada ilegalmente a través de la página. Al mismo tiempo de la mixta recepción de su álbum y comparaciones de la prensa rosa hacia otros artistas, Christina atravesó por un proceso de divorcio y la custodia de su hijo, que no terminó hasta el año siguiente.
El 15 de noviembre de 2010, Aguilera recibió una estrella en el Paseo de la fama de Hollywood. En ese mes, se estrenó en cines la película Burlesque, protagonizada por Cher y Aguilera, que fue todo un éxito en taquilla que recaudó 120 657 398 dólares, convirtiéndose en la película de mayor recaudación para Cher y Aguilera (el único filme). La banda sonora del debut cinematográfico de Christina, Burlesque: Original Motion Picture Soundtrack, de donde se extrae la canción «You Haven't Seen the Last of Me», «Show Me How You Burlesque» y «Express» que son sencillos promocionales. En los Estados Unidos, la banda sonora debutó en el número 18 de la lista Billboard 200, vendiendo 63 000 copias en su primera semana en el país, y actualmente ha vendido más de 927 000 copias en dicho país, siendo certificado de disco de oro por RIAA por superar las 500 000 copias. También recibió certificaciones de disco de oro en Canadá, Australia y Japón, este último país se convirtió en el Soundtrack del año por sus altas ventas. Aunque el filme Burlesque recibió críticas mixtas la película recibió tres candidaturas a los Globos de Oro, entre las que se encuentran «Mejor Película – Musical o Comedia» y «Mejor Canción Original» por el tema «Bound to You» para Christina Aguilera y para "You Haven't Seen the Last of Me" para Cher, ganando este último galardón para la canción de Cher.
El 6 de febrero de 2011 cantó «The Star-Spangled Banner», el himno nacional de los Estados Unidos, en la SuperBowl XLV. Pese a un error en la interpretación del himno al cambiar la letra de una de las estrofas, la prensa elogió su pericia para cantar a cappella y su capacidad vocal. Posteriormente en la entrega de los premios Grammy realizó un tributo a la cantante Aretha Franklin. En 2011 Aguilera firmó para ser juez en The Voice, que se estrenó en NBC en abril de ese mismo año. Aguilera sirve como un juez y el entrenador hasta la fecha, junto a otros músicos como Adam Levine, Blake Shelton y Cee Lo Green, con Carson Daly como el presentador del programa. El programa fue bien recibido, con grandes puntos de índice de audiencia. Ahí mismo, tras conocer a Adam Levine integrante de la banda Maroon 5, participó en el sencillo «Moves Like Jagger». La canción recibió comentarios generalmente positivos por parte de los críticos. Comercialmente, llegó al número uno en las listas de los países de Austria, Canadá, Dinamarca, Escocia, Eslovaquia, Finlandia, Hungría, Irlanda, Líbano, México, Noruega, Nueva Zelanda, Suecia y en especial en los Estados Unidos, convirtiendo a Christina Aguilera en las pocas cantantes en tener un número 1 en tres décadas diferentes 1990, 2000 y 2010 en dicho país. Durante 2011, vendió más de doce millones de descargas digitales en todo el mundo, lo que se convirtió en la segunda canción más descargada de ese año. Actualmente se encuentra en la posición número treinta de los sencillos más vendido de todos los tiempos con más de 12 700 000 copias, convirtiéndola en la cantante más joven en vender tal cantidad, y la tercera artista femenina, detrás de Celine Dion y Shania Twain. Por otra parte, recibió una nominación al premio Grammy en la categoría de premio Grammy a la mejor interpretación de pop de dúo o grupo en su quincuagésima cuarta edición, pero perdió ante «Body & Soul» de Tony Bennett y Amy Winehouse. Asimismo, Aguilera grabó una canción en español titulada «Casa de mi padre» la cual serviría para el tema principal de la película del mismo nombre.

### 2012-2017:Lotus y éxito en sus colaboraciones
Su sexto álbum de estudio, Lotus, se lanzó en noviembre de 2012. Los críticos y la audiencia lo consideraron como el regreso de la artista después de dos años de ausencia en el ámbito musical como artista principal, y en general después del éxito de «Moves Like Jagger», colaboración con Maroon 5. Los créditos de Lotus abarcan a letristas y productores de alto prestigio, incluyendo a Sia Furler, Max Martin, Álex da Kid, la misma Christina Aguilera, entre otros. Como resultado Lotus contó con un 56/100 de aprobación de crítica, de acuerdo al sitio web Metacritic. La revista Rolling Stone sostuvo que el álbum es uno de los mejores discos de Christina Aguilera hasta el momento.
Aguilera habló con la revista Rolling Stone acerca del proceso del álbum.

Creo que la música pop a veces nos pone en el estereotipo de 'No tenemos mucho control de lo que dicen y hacen en el proceso creativo detrás de la producción' y todo eso. Yo en concreto, soy una artista creativa que está muy involucrada con mi productora y de todos los esfuerzos que van a armar mi álbum como artista. Soy alguien a quien le gusta colaborar. Me encanta alimentarme de la energía creativa, y sólo me hace mejor.

Estoy en un camino continuo tanto personal como profesionalmente. Todo alrededor, es mi meta de mejorar como persona y como artista, y el espectáculo es uno de los factores que contribuyen y los chicos (jueces de The Voice) son grandes amigos. Es muy divertido colaborar con ellos en este momento./>
Christina Aguilera

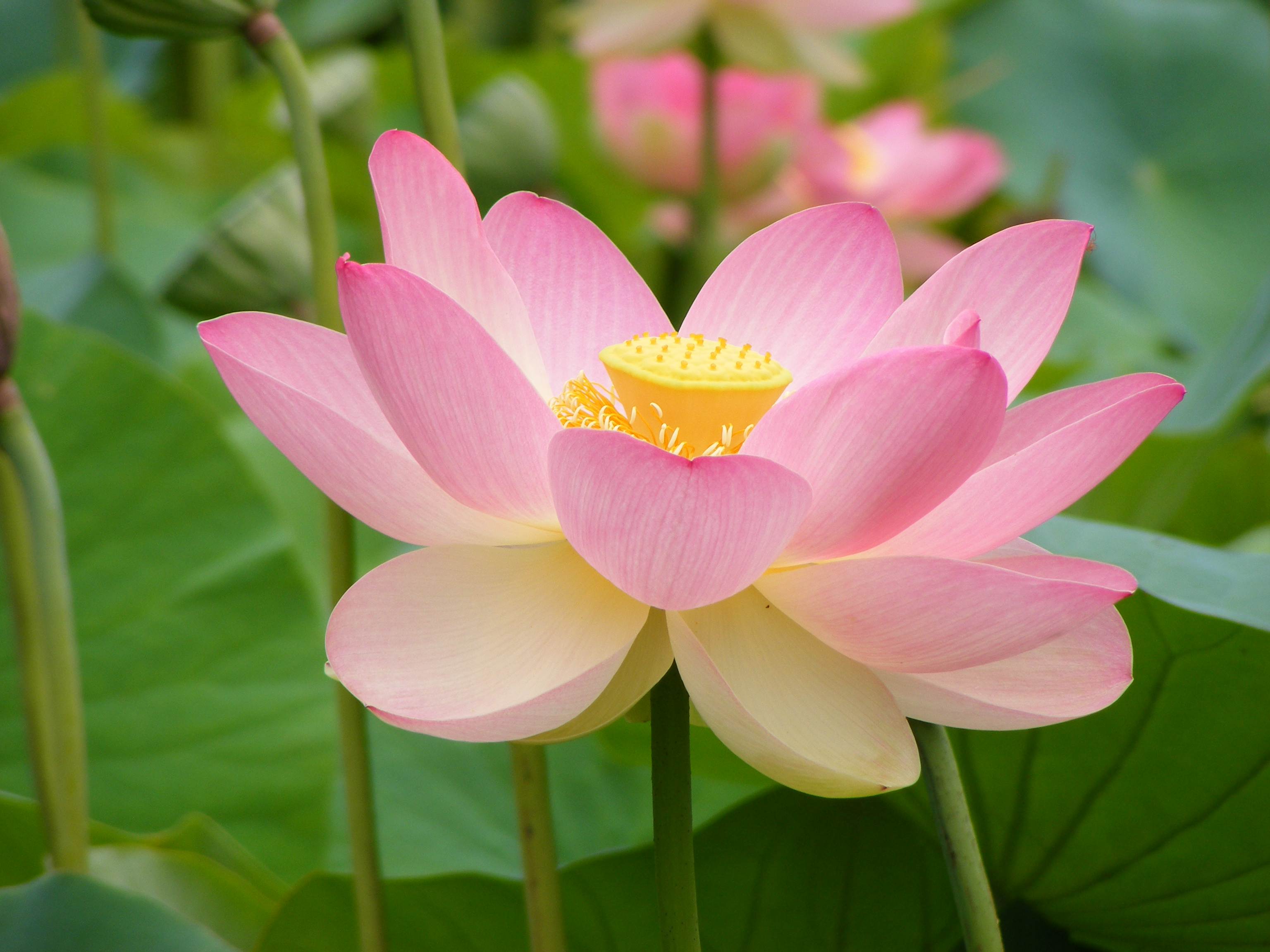
El nombre del álbum Lotus referido a la flor de loto, que según Aguilera es: «Una flor inquebrantable que sobrevive bajo las más duras condiciones y que aún prospera".

El 12 de septiembre realizó un «Q&A» (preguntas y respuestas) en Twitter dando detalles exclusivos del álbum, anunciando el título del nuevo álbum Lotus y adjuntando que sería lanzado a mediados de noviembre, también compartió la portada del primer sencillo «Your Body» así como el lanzamiento el 17 de septiembre a través de descarga digital. El vídeo se estrenó el 28 de septiembre en el canal de VEVO de Aguilera donde en su primer día alcanzó más de 2 millones de visitas, actualmente lleva aproximadamente 130 millones logrando su primer video certificado en VEVO el 16 de enero de 2014.
En cuanto a la recepción de «Your Body», logró posicionarse en las listas de los mercados importantes como en los Estados Unidos, Canadá, Japón, Austria, Alemania, Reino Unido, Francia, entre otros países. Durante la promoción del álbum, se confirmó la participación de Aguilera en los álbumes de los cantantes como Pitbull el éxito de «Feel This Moment» —la cual alcanzó el top 10 en la mayoría de los países—, Chris Mann con «The Blower's Daughter», Tony Bennett con «Steppin' Out With My Baby» y en el álbum navideño de Cee Lo Green con «Baby It's Cold Outside».
Tras el lanzamiento del álbum, Lotus debutó dentro del top 10 en los conteos principales de Canadá, los Estados Unidos, México, Rusia, Argentina, Suiza. En los Estados Unidos, alcanzó la posición número siete de Billboard 200, la lista más importante de ese territorio, lo que logró que Aguilera posicionara todos sus álbumes de estudio dentro de los primeros diez de dicha tabla. El mismo día del lanzamiento del álbum Aguilera se presentó junto a Cee Lo Green en The Voice para presentar la canción "Make The World Move", donde se vio a Christina con un atuendo al estilo a la polémica reina de Francia María Antonieta de Austria. El 18 de noviembre se presentó en los Premios American Music interpretando un popurrí del álbum con las canciones "Lotus intro", "Army of Me" y "Let There Be Love". MTV señaló la presentación de Christina como la mejor de la noche. El 19 de noviembre cantó el segundo sencillo del álbum "Just a Fool" junto a Blake Shelton en The Voice y el día siguiente con su equipo Team Xtina presentaron "Let There Be Love". Aguilera continuó con una mediana promoción en entrevistas a radios y programas nacionales. A principios de enero de 2013 se presentó en los Premios People's Choice donde interpretó la balada "Blank Page", además recibió el premio "People's Voice" (en español: La voz del pueblo o La voz de la gente).
Por su parte, el álbum Lotus obtuvo sencillos promocionales para Estados Unidos como "Just a Fool" y "Let There Be Love" de las cuales la primera ingreso a las listas de popularidad de Estados Unidos y Canadá, mientras que la segunda logró liderar las listas de los clubes nocturnos en los Estados Unidos, lista que contabiliza la revista Billboard.
El álbum recibió candidaturas en los premios World Music Awards en las categorías Mejor Álbum por Lotus, Mejor Video y Mejor Canción por "Your Body" y Mejor Artista Femenina por ella misma.
Meses después, mientras que Christina Aguilera se encontraba acompañando a Pitbull promocionando la canción «Feel This Moment" en ceremonias como Premios American Music 2012, Kids Choice Awards 2013, Billboard Music Awards 2013 y en la final de la cuarta temporada de The Voice, y asimismo se encontraba colaborando en el tema principal de la telenovela mexicana La tempestad protagonizada por el actor cubano William Levy y la actriz y Miss Universo 2010 mexicana Ximena Navarrete, para la casa productora Televisa con el tema totalmente en español titulado «Hoy tengo ganas de ti» junto al cantante mexicano Alejandro Fernández la cual alcanzó el top cinco en España, México y en las listas latinas de Estados Unidos y está incluido en el álbum del cantante mexicano titulado Confidencias.
Justo después del éxito las colaboraciones con Pitbull y Alejandro Fernández —canciones pertenecientes a sus respectivos álbumes—, RCA Records no quiso promover el álbum de Aguilera. Entonces la cantante publicó una carta dedicada a los fanáticos de parte de ella misma promoviendo la autoestima y que no se decepcionaran. Tras ese suceso se estrenó un vídeo musical casero de «Let There Be Love» estrenado en la cuenta personal de Aguilera y no en Vevo por lo mismo del asunto de la RCA Records. En el vídeo musical casero se ven varias personalidades del espectáculo haciendo señales con los dedos de forma de «L» como la hija del famoso Lionel Richie, Nicole Richie (personalidad de televisión y amiga íntima de Christina Aguilera), también se puede observar a Chris Mann y Christina Milian. Al igual que el pequeño hijo de Aguilera, Max Lirón, y los bailarines y amigos de la cantante que la han acompañado a las giras Christina Aguilera: In Concert Tour, Stripped World Tour y la última Back to Basics Tour.
El 23 de septiembre del mismo año Aguilera regresó al panel de jurado de la quinta temporada del programa de canto, ganando 15 millones de dólares que la convertían en la mejor pagada en un programa de talento como The Voice junto a sus antiguos compañeros. Dicha temporada tuvo una audiencia de 14.6 millones de espectadores, convirtiéndose en el favorito del público nuevamente. Por otro lado, días después, el 25 de septiembre, Christina Aguilera anunció en sus redes sociales que formaría parte de la banda sonora de la película Los juegos del hambre: en llamas (The Hunger Games: Catching Fire en inglés) con la canción «We Remain». Asimismo, a finales de año Aguilera confirmó la participación en dueto con el grupo A Great Big World con la canción regrabada «Say Something» convirtiéndose en un éxito instantáneo en los Estados Unidos y Canadá en su primera semana debut con 193 000 copias (en Estados Unidos) y colocándose en los puestos 1 y 4 en las listas de Canadian Hot 100 y Billboard Hot 100 respectivamente. Por otro lado, en ese mismo periodo, la revista Billboard catalogó a Christina Aguilera como la segunda más escuchada y bailable en los clubes de Estados Unidos en todo 2013, por debajo de Rihanna.
A principios de 2014, Aguilera colaboró con Lady Gaga en la remezcla de su sencillo "Do What U Want" (2013), que fue lanzado en enero de 2014, el mismo que llegó al número 1 en ventas de la tienda digital iTunes en 9 países. Además, Aguilera anunció su compromiso con el músico y productor de cine Matt Rutler, con quien empezó a salir a finales de 2010 después durante el rodaje de Burlesque. El 28 de marzo de 2014, Aguilera realizó un concierto en Kuala Lumpur, Malasia, por el que firmó un contrato de 20 millones de dólares. En ese mismo concierto Aguilera anunció que junto a Rutler estaba esperando un bebé, siendo el segundo embarazo para Aguilera.
En mayo de 2014 se confirma la participación de Da Internz, A Great Big World, Pharrell Williams, Sia y DJ Premier como productores del siguiente álbum de Aguilera, el cual ha sido descrito como un "Caviar Ratchet" por Da Internz ya que aseguran el álbum tendrá un sonido "sucio" pero elegante, una especie de mezcla entre el segundo álbum de estudio de Aguilera, Stripped, y el tercero, Back to Basics.
El 16 de agosto de 2014, Aguilera da a luz a su segunda hija quien lleva por nombre Summer Rain Rutler.
Tras haber dado a luz a su hija, Aguilera se prepara para los ensayos de su participación en el NBA All Star-Intro para el 15 de febrero de 2015, presentación que dio un excelente inicio de año y su regreso a los escenarios. En la 57.ª edición de los Premios Grammy de 2015, ella, junto a A Great Big World se hicieron acreedores de un Grammy, ganando la categoría "Mejor Dúo/Mejor Actuación de Grupo Pop" por "Say Something", siendo el sexto Grammy en la carrera de Aguilera y el primero de "A Great Big World". En febrero de 2015, Aguilera asiste como invitada especial en el programa de televisión The Tonight Show, donde sorprende con imitaciones de las voces de Shakira, Cher y Britney Spears.
Al poco tiempo, estas imitaciones protagonizan un escándalo en YouTube, haciéndolo un vídeo viral, consiguiendo más de 14 millones de visitas en un solo día. Por otro lado, la artista fue preparadora de los participantes de la 7.ª temporada de The Voice, integrándose a la 8.ª temporada que estrenó su primer episodio el 23 de febrero de 2015, donde a su vez, interpretó un trozo de la canción "Impossible" de su álbum de 2002 Stripped, junto a una participante del equipo de Pharrell Williams, esta temporada culminó su transmisión el 19 de mayo del mismo año, permitiendo a Aguilera descansar, compartir con su familia y continuar con las grabaciones de su nuevo álbum de estudio. Al culminar su participación en The Voice, Christina participa en dos episodios de la serie Nashville, para la cual grabó temas como "The Real Thing" y "Shotgun", esta última la cantó junto al tema Riot con el vocalista de Rascal Flatts en la ceremonia de Academy of Country Music Awards, en abril de 2015.
Desde principios de 2016, Aguilera comenzó a anticipar a sus fanes que estaba trabajando en un nuevo álbum. Decía que el trabajo llegaría "pronto", sin embargo, recién en 2018, algunos snippets o porciones de lo que parecen ser canciones nuevas de Aguilera, se filtraron en el público.

### 2018-2021:Liberation, residencia en Las Vegas y The X Tour
Aguilera comenzó a trabajar en su nuevo álbum en el verano de 2015. Su lanzamiento fue precedido por dos sencillos: «Accelerate» con Ty Dolla Sign y 2 Chainz y «Fall in Line» con Demi Lovato. El álbum, titulado Liberation, fue lanzado el 15 de junio de 2018 con críticas favorables. Aguilera incorporó fuertemente R&B y hip hop en el álbum para representar su deseo de libertad de lo que ella describió como la «rueda de hámster agitada» que era The Voice. Liberation debutó en el número seis en la lista Billboard 200, convirtiéndose en el séptimo álbum entre los diez primeros de Estados Unidos de Aguilera. En la 61.ª edición de los Premios Grammy, «Fall in Line» fue nominada a mejor interpretación pop de dúo/grupo, y la pista del álbum «Like I Do», que incluía a GoldLink, fue nominada a mejor interpretación de rap/cantada.
Para promover Liberation, Aguilera se embarcó en una gira por Estados Unidos, Liberation Tour, que se desarrolló entre septiembre y noviembre de 2018, y una gira europea de seguimiento, The X Tour, que se desarrolló entre julio y diciembre de 2019. También encabezó The Xperience, un concierto de residencia de 25 fechas en el Teatro Zappos en Las Vegas que comenzó en mayo y concluyó en marzo de 2020. En octubre de 2019, Aguilera lanzó la canción inspirada en el soul y el blues «Haunted Heart» de la banda sonora de la película animada por computadora The Addams Family, y un mes después se estrenó «Fall on Me», su segunda colaboración con A Great Big World. El 6 de marzo de 2020, Aguilera lanzó «Loyal Brave True» como sencillo promocional de la nueva versión de acción en vivo de Mulan; Rolling Stone lo consideró digno de un Óscar. Ella lanzó una nueva grabación de «Reflejo» el 28 de agosto.
En julio de 2021, Aguilera actuó durante dos noches en el Hollywood Bowl con Gustavo Dudamel y la Filarmónica de Los Ángeles. Ambos espectáculos se agotaron. A principios de octubre, Aguilera apareció en la banda sonora de The Addams Family 2 interpretando el tema principal de la serie original. Esa misma semana, Aguilera interpretó dos popurrís para el especial del 50 aniversario de Walt Disney World de ABC con las canciones «Reflection», «When You Wish Upon a Star» y «Loyal Brave True». Más tarde ese mes, Aguilera interpretó «River Deep - Mountain High» en el Salón de la Fama del Rock & Roll como tributo a Tina Turner. El 7 de diciembre de 2021, Aguilera fue también honrada con el primer premio Music Icon en la cuadragesimaseptima entrega anual de los People's Choice Awards.

### 2022-presente:Aguilera
A principios de 2021, Aguilera anunció que su noveno álbum de estudio sería en español, siendo el primero en 22 años, siguiendo a Mi reflejo (2000). También anunció que el álbum se lanzaría en tres partes, siendo la primera una obra extendida titulada La Fuerza, finalmente lanzada el 21 de enero de 2022. Antes del lanzamiento del EP, el 21 de octubre de 2021, Aguilera lanzó «Pa mis muchachas», con Becky G, Nicki Nicole y Nathy Peluso. Posteriormente, el 19 de noviembre, Aguilera estrenó el segundo sencillo, «Somos nada», en la 22.ª entrega anual de los Premios Grammy Latinos e interpretó y «Pa mis muchachas» junto a Becky, Nicole y Peluso. El 20 de enero de 2022, junto con el lanzamiento de La Fuerza, «Santo», una colaboración con Ozuna, fue lanzado como el tercer sencillo. El 6 de mayo de 2022, se lanzó un video musical de «La Reina».
El 1 de abril de 2022, Aguilera se presentó en la Dubái Expo 2020 y cerró el espectáculo con una versión de «A Million Dreams». A fines de mayo, Aguilera anunció La Tormenta, la segunda obra extendida además de su próximo álbum de estudio en español de varias partes y su sencillo, «Suéltame» con la cantante argentina Tini. El EP se lanzó el 30 de mayo de 2022, después de retrasarse debido al tiroteo en la escuela primaria Robb. El 31 de mayo de 2022, su noveno álbum de estudio, Aguilera, fue lanzado en servicios de transmisión y contó con todas las canciones de La Fuerza, La Tormenta y una nueva versión a dúo del tema «Cuando Me Dé la Gana» con Christian Nodal. Aguilera lanzará un tercer y último EP titulado La Luz que también se agregará a Aguilera.
El 11 de junio de 2022, Aguilera actuó en Los Angeles Pride junto a Mya, Kim Petras y Paris Hilton. Durante un segmento del programa, Aguilera usó un consolador con correa que recibió elogios y controversia. Durante un segmento del programa, Aguilera usó un consolador con correa que recibió tanto elogios como controversia. Después de su espectáculo principal en Los Ángeles Pride, Agulera se embarcó en una gira de festivales, EU/UK Summer Series, que incluyó tres festivales en España, uno en Mónaco, tres espectáculos en estadios en el Reino Unido, y terminó con el Orgullo de Brighton.
El 29 de septiembre de 2022, Aguilera interpretó «La Reina» en los Premios Billboard de la Música Latina 2022 y recibió el premio Billboard Spirit of Hope. La Luz, el tercer y último EP de Aguilera, fue lanzado ese mismo día y contó con una introducción hablada de Aguilera y «No Es Que Te Extrañe». El 21 de octubre de 2022, se lanzó una versión de lujo del vigésimo aniversario de Stripped que incluía dos temas nuevos: «I Will Be» (la cara B de «Dirrty») y el remix de Benny Benassi de «Beautiful». También se lanzó un nuevo video musical de «Beautiful». En noviembre de 2022, Aguilera ganó el premio al Mejor álbum vocal pop tradicional en la 23.ª entrega anual de los Premios Grammy Latinos. También interpretó «Cuando Me Dé la Gana» con Christian Nodal esa misma noche. Ese mismo mes, Aguilera fue anunciada como cabeza de cartel del Festival Internacional de la Canción de Viña del Mar en Viña del Mar, Chile, siendo esta su primera ocasión en el país y en donde se presentó el jueves 23 de febrero.

## Arte

### Voz

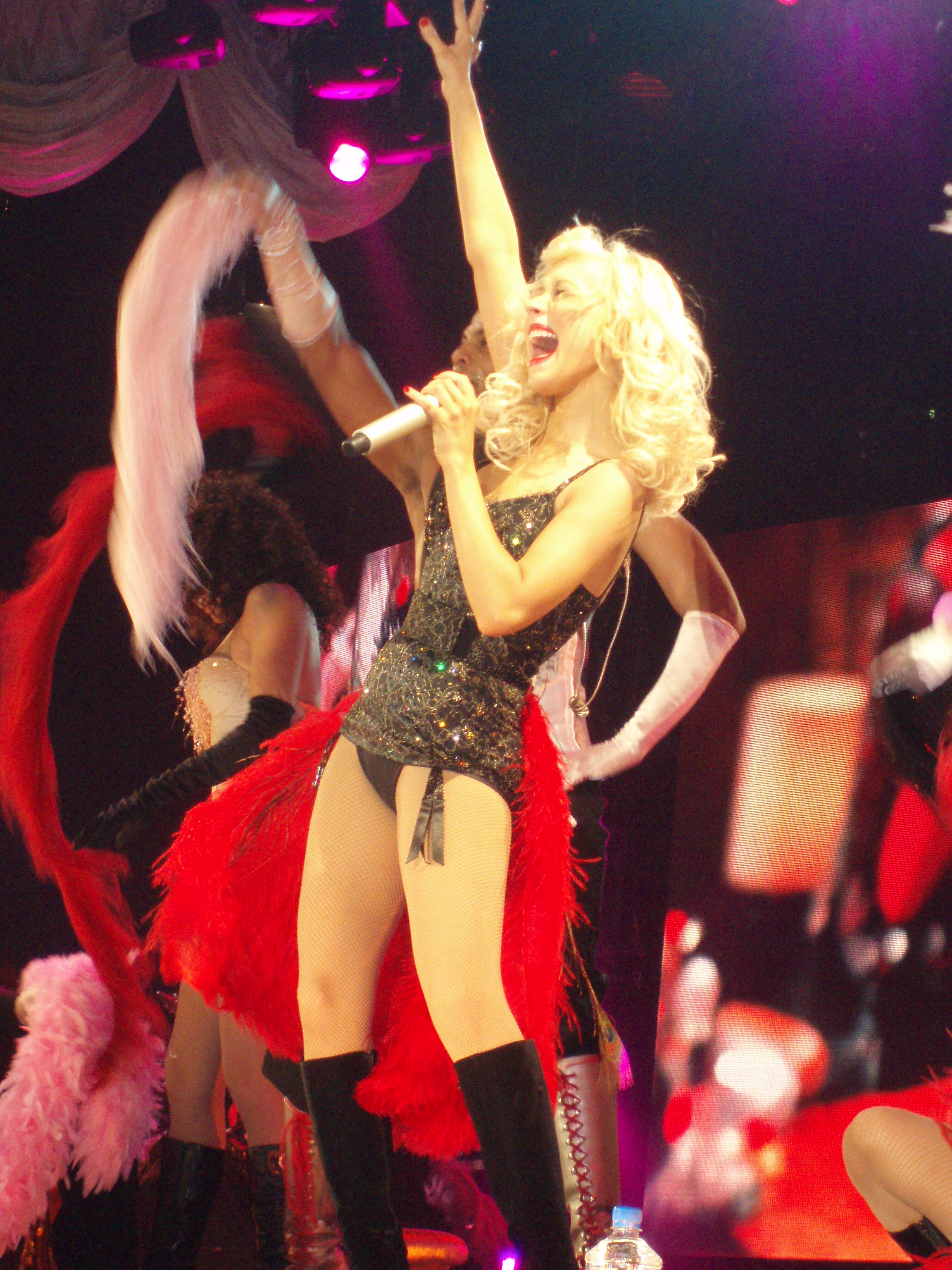
Christina Aguilera durante la interpretación de la canción «Lady Marmalade».

La voz de Aguilera tiene el registro de soprano, aunque otros discrepan y afirman que su voz es mezzosoprano, y abarca cuatro octavas. No obstante, una de sus notas más altas, de acuerdo a la revista Entertainment Weekly, se encuentra en el minuto 3:20 de la canción «Soar» del álbum Stripped donde ejecuta un Fa6 en falsette. En vivo canto Por siempre tú en Caracas Pop Festival en 2001, donde al final de la canción utilizó falsete para llegar a un A6. Por otra parte, la interpretación que realizó Aguilera en los premios Grammys 2007 con «It's a Man's Man's Man's World» de James Brown le valió como la tercera mejor interpretación de la historia de los Grammys solo detrás de «My Heart Will Go On» y «American Idiot» de Céline Dion y Green Day respectivamente.[cita requerida]
La revista Cove la nombró como la mejor cantante de todos los tiempos. La revista Blender Magazine junto a la cadena MTV la ubicó como la primera mujer en la lista de las veintidós mejores voces del medio del entretenimiento. Asimismo, la revista Rolling Stone la incluyó en la lista de los cien mejores cantantes de la historia, siendo la única artista contemporánea en la lista. Por otro lado, cantantes como Whitney Houston, Etta James, Britney Spears, Jordin Sparks, Céline Dion y Kelly Clarkson, entre otras, han halagado la capacidad vocal de Aguilera.
También, el productor DJ Premier concluyó que «Christina Aguilera representa el canto y la música real. Llega a notas increíbles. Sí que tiene pulmones sanos». La productora y compositora Linda Perry comentó, durante el trabajo de producción del sencillo «Beautiful», que «Le dije —a Christina— que estuviera pendiente del sonido clic de los dedos. Pero no lo quiso así... Y eso me gustó... Interpretó sus notas altas de 'Ooo – Aaa' y le dije que lo hiciera otra vez. Es admirable».
Durante 2012, Aguilera recibió un homenaje y un premio en los ALMA Awards como «La voz de la generación» en aquel entonces. Al año siguiente recibió el premio People's Voice en la ceremonia de los People's Choice Awards 2013. Ese mismo año, la revista Time incluyó a Aguilera en la lista de las 100 personas más influyentes del mundo de 2013, donde también aparecieron los cantantes Beyoncé, Justin Timberlake y Jay-Z. La reseña de dicho artículo estaba encargada por la cantante canadiense Céline Dion, algunas frases fueron:

La primera vez que escuché a Christina Aguilera como canta me quedé impresionada. Me encanta la forma en que canta. Su tono de voz es hermoso, y su voz tiene mucho poder, con tanta sensibilidad y técnicamente, creo, ella es perfecta. Sin lugar a dudas, es una de las artistas más talentosas que el mundo haya visto y oído, y creo que va a seguir sorprendiéndonos por muchos, muchos años por venir.
Céline Dion.

### Influencias
Según Pier Domínguez, la violencia doméstica que Aguilera sufrió durante su niñez impactó directamente en el desarrollo de su personalidad. Sin embargo, la autora afirma que, a diferencia de otros niños que presenciaron la violencia en el hogar, ella no manifestó sentimientos de culpa, perturbación emocional ni comportamiento agresivo hacia las personas; por el contrario, creó un «mecanismo de defensa interno». Por otro lado, Chloé Govan comenta que el hecho de que Aguilera haya sido víctima de acoso escolar la convirtió en una persona introvertida e insegura. El papel de su madre fue crucial para cambiar esta situación, de quien aprendió un «mensaje sobre el respeto por uno mismo». Ambos autores coinciden en que el aprendizaje tuvo una fuerte influencia en el comportamiento de Aguilera en la transición a la edad adulta y ejerció un impacto en sus primeros sencillos número uno en su carrera, «Genie in a Bottle» y «What a Girl Wants» (ambos de 1999), cuyas letras pueden hacer referencia al empoderamiento femenino.
Aguilera afirma que su mayor influencia en la música fue Etta James: «[Ella es] mi cantante favorita de todos los tiempos [...] Seguiré siendo tan lasciva como quiero ser, y tendré su memoria para respaldarme Ella es lo que yo quiero ser algún día». Como sus primeras referencias para cantar y actuar, Aguilera menciona el musical The Sound of Music (1959) y su actriz principal, Julie Andrews; otra de las principales inspiraciones citadas a lo largo de su carrera incluye a Mariah Carey, Michael Jackson, Pearl Bailey, Beyoncé y las bandas Red Hot Chili Peppers y Guns N' Roses. Además, Aguilera recuerda que comenzó a cantar sus primeras canciones en español durante su niñez debido a que sus padres escuchaban constantemente obras de Julio Iglesias. Otras inspiraciones musicales para Aguilera incluyen a Chavela Vargas y Vicente Fernández. Aguilera describió su canción «La Reina» de Aguilera (2022) como una respuesta respetuosa a «El Rey» de Fernández.
En reconocimiento a lo que ella describe como «artistas femeninas positivas», Aguilera mencionó a Madonna y Janet Jackson como influencias artísticas; en 2000, durante una entrevista con Jam! Canoe, demostró su respeto por ambas cantantes porque «han tomado el escenario, el estudio y la pantalla y han tenido éxito en los tres [...] artistas que no tienen miedo de correr riesgos y son atrevidos, experimentales y atractivo». Cher también se destacó como una de las fuentes de inspiración de Aguilera en su carrera, ya que recordó que la vio por primera vez en el video musical de «If I Could Turn Back Time» (1989), descrito como un «momento crucial» que la animó como una «mujer que ha estado allí, ha hecho de todo, antes que nadie, que ha tenido las agallas para hacerlo». Billie Holiday y Ella Fitzgerald fueron las mayores influencias de Aguilera en sus habilidades vocales cuando era niña.
Algunas de sus inspiraciones quedaron plasmadas en su obra artística; Durante el proceso de desarrollo de su quinto álbum de estudio, Back to Basics (2006), Aguilera afirmó estar influenciada por discos de música de Marvin Gaye, Aretha Franklin, Nina Simone y Otis Redding. En el trabajo audiovisual de «Candyman» (2007), interpretó tres papeles diferentes en alusión a la interpretación de «Boogie Woogie Bugle Boy» por parte del grupo The Andrews Sisters en una breve aparición en la película Buck Privates (1941). Fuera de la industria de la música, mencionó a Marilyn Monroe como referencia, rindiendo homenaje a la actriz en el video musical de «Tilt Ya Head Back» (2004) y en la película Burlesque (2010), donde grabó una de las canciones más populares de Monroe, «Diamonds Are a Girl's Best Friend», que aparece en el musical Gentlemen Prefer Blondes (1953). Además, Aguilera destacó sus inspiraciones en el mundo del arte, declarándose apreciadora de las obras de Andy Warhol, Roy Lichtenstein y Banksy.

### Estilo musical y temas
Generalmente conocida como una artista pop, Aguilera ha experimentado con diferentes géneros musicales a lo largo de su carrera. Explica que siempre trata de aportar algo nuevo en sus proyectos, «experimentar con [su] voz», además de verbalizar su preferencia de trabajar con colaboradores más «oscuros» y que no necesariamente se inclina por contactar «al número uno los primeros en las listas musicales» debido a su demanda popular. Al reseñarla artísticamente, Alexis Petridis, columnista de The Guardian, reconoció que su «osadía para reinventarse» siempre fue «una de sus facetas más impresionantes», mientras que Kelefa Sanneh de The New York Times destacó su «decisión de desairar a algunos de los productores de renombre en los que suelen confiar las estrellas del pop».
Los dos primeros discos de Aguilera, Christina Aguilera (1999) y Mi reflejo (2000), se produjeron con una influencia de pop adolescente y dance-pop, y este último también hace referencia a su incentivo a través de la música latina. Mostró un crecimiento artístico con Stripped (2002), que fue descrito como «sustancial y maduro [...] con una profundidad agradablemente sorprendente», donde mostró una variedad de géneros, incluidos R&B, hip hop, rock y soul, y se alejó del nicho adolescente. En su quinto álbum de estudio, Back to Basics (2006), Aguilera trabajó con varios productores para crear un «retroceso con elementos de géneros de la vieja escuela combinados con un toque moderno [y] ritmos contundentes». Stephen Thomas Erlewine de AllMusic calificó el proyecto como una «declaración artística [...] un poco burda y egocéntrica, pero también pegadiza, emocionante y única».
En 2010, Aguilera desarrolló la banda sonora de Burlesque, cuyo contenido fue influenciado por Cabaret (1972) y destacó varias canciones que se rehicieron como números de baile de manera similar a Moulin Rouge! (2001). En el mismo año, Bionic vio a Aguilera trabajar con productores especializados en música electrónica para crear un proyecto de pop futuro con elementos tomados del electro. Sam Lanksy de MTV Buzzworthy lo describió como «con visión de futuro e incluso atemporal» y elogió su «producción subversiva [y] ambiental». Aguilera exploró e incorporó fuertemente el electropop en Lotus (2012). Por el contrario, en 2018 contribuyó con Kanye West y Anderson Paak enLiberation, creando un álbum inspirado en los estilos R&B y hip-hop que había incluido en su material anterior. Aguilera había señalado que «no hay nada como un increíble ritmo de hip-hop. Al final del día, soy un cantante de soul [...] cantar con sentimiento es donde realmente está mi núcleo, mi raíz y mi corazón».
Con respecto a los temas de su música, Aguilera afirmó que siente un «sentido de responsabilidad» al hacer referencia a partes de su vida personal para que «las personas que pueden relacionarse no se sientan tan solas en la circunstancia». La mayoría de sus canciones han abordado temas de amor, maternidad, matrimonio y fidelidad. También ha tratado temas pesados como la violencia doméstica y las relaciones abusivas. El sexo también ha jugado un papel muy importante en la música de Aguilera. En una entrevista con People, afirmó: «Si quiero ser sexual, es para mi propio aprecio y disfrute. Por eso me gusta hablar sobre el hecho de que a veces me atraen las mujeres. Aprecio su feminidad y belleza». Reconocida por ser feminista en su música, Aguilera denunció por primera vez la doble moral en «Can't Hold Us Down» (2002), explicando que los hombres son aplaudidos por sus comportamientos sexuales, mientras que las mujeres que se comportan de manera similar son despreciadas. Escribiendo para The Guardian, Hermione Hoby señaló que ella «incita un espíritu fraternal de colaboración [y] no se avergüenza de las extrañas declaraciones feministas».

## Legado
Varios periodistas musicales y autores han notado el legado de Aguilera en la industria del entretenimiento y la han considerado una de las mejores artistas de la música pop. En 2004, fue catalogada como una de las personas más influyentes en el mercado de la música según The Independent, y fue citada como la octava mujer más grande en la industria fonográfica por VH1. Al principio de su carrera, Aguilera fue etiquetada como un ídolo adolescente, y ha sido citada como una de las artistas que revivió el pop adolescente a finales de los noventa; La revista Time declaró que ella era «pionera [en] un tipo diferente de estrellato adolescente», acreditando su habilidad vocal como responsable del fenómeno. Desde entonces, fue nombrada como una de las más grandes cantantes de la música pop contemporánea; por MTV, fue citada como una de las mejores voces de la música desde los años ochenta, mientras que Rolling Stone y Consequence of Sound la incluyeron en sus listas de los mejores cantantes de todos los tiempos. En 2013, Latina la honró como la mejor vocalista de origen latino de la historia. Con el reconocimiento de su habilidad vocal e influencia en la industria de la música, ha sido referida en los medios con los títulos de «Princesa del pop» y «Voz de una generación».
Al iniciar su carrera musical a finales de los noventa, Aguilera fue citada como una de las artistas que dio forma a la «explosión latina», además de contribuir al auge del pop latino en la música estadounidense a principios de siglo. Considerada una de las más grandes artistas de la década del 2000, ha sido clasificada entre los principales referentes de los Millennials; escribiendo para la revista Vice, Wanna Thompson analizó su impacto en el cambio de siglo, afirmando que junto a Britney Spears, «Aguilera dominó las principales discusiones relacionadas con el pop. [Su] música y apariencia perfectamente empaquetadas atraían a los preadolescentes y adolescentes que querían ser como las bellas estrellas del pop que encabezan las listas de éxitos en todas partes». El éxito comercial de sus primeros proyectos como cantante de bubblegum pop provocó un efecto que influyó en las discográficas para invertir en nuevos artistas que atrajeran el mismo atractivo juvenil, catapultando nombres como Jessica Simpson y Mandy Moore.
Los críticos también destacaron el impacto de su trabajo en la cultura popular; mientras que Stripped (2002) fue citado como «el modelo para las divas que hacen la transición de ídolo adolescente a estrella pop adulta», A Aguilera se le atribuye «allanar el camino para una generación de cantantes pop». Jeff Benjamin de Billboard declaró que el álbum exploró un «proceso de autoidentificación y declaración que aún influye en la escena principal actual», además de «cómo las estrellas pop más importantes de la actualidad han seguido un camino similar, explorando e incorporando estas estrategias en sus carreras». En 2007, su álbum debut homónimo se agregó a la lista definitiva del Salón de la Fama del Rock and Roll, siendo reconocido como uno de los «álbumes más influyentes y populares de la historia». Desde entonces, Aguilera y su trabajo han influido en varios artistas discográficos, incluidos Ariana Grande, Ava Max, Becky G, Britney Spears, Camila Cabello, Charli XCX, Demi Lovato, Dua Lipa, Grimes, Halsey, Hayley Williams, Iggy Azalea, Karol G, Kelly Clarkson, Lady Gaga, Lauren Jauregui, Meghan Trainor, Miley Cyrus, Nicki Nicole, Olivia Rodrigo, Rosalía, Sabrina Carpenter, Sam Smith, Selena Gomez, y Tinashe, y deportistas como el patinador artístico Johnny Weir, los bailarines sobre hielo Zachary Donohue y Madison Hubbell, y la nadadora Dana Vollmer.
Aguilera también ha sido elogiada por enfatizar la importancia del feminismo en la música pop; varios periodistas coinciden en que su uso de imágenes sexuales ha ayudado a catalizar el discurso público sobre el tema. Lamar Dawson, columnista de The Huffington Post, elogió sus esfuerzos feministas en la industria de la música y reconoció que «si bien Christina no es la primera estrella del pop en colocar la retórica feminista en la cultura pop, lideró la carga a principios del siglo XXI de influir en la próxima generación de adolescentes impresionables que eran demasiado jóvenes para el plan de estudios de Janet Jackson y Madonna». Gerrick D. Kennedy de Los Angeles Times compartió el mismo punto de vista y afirmó que «para una generación que llegó a la pubertad durante la gran explosión del pop de 2000, Aguilera fue una voz esencial con música que abordaba el autoempoderamiento, el feminismo, el sexo y la violencia doméstica — tema que sus contemporáneos rehuían». Rhiannon Lucy Cosslett, cofundadora de The Vagenda, opinó que las rutinas de baile provocativas en los videos musicales de Aguilera eran «empoderadoras», ya que se la ha referido como la precursora del estilo de baile slutdrop.
El impacto de la videografía de Aguilera también fue analizado por críticos musicales. Si bien «Dirrty» (2002) ha sido descrito como «uno de los videos más controvertidos en la historia de la música pop», y uno de los mejores videos musicales de todos los tiempos, Issy Beech de i-D reconoció que la obra audiovisual «abrió el camino para videos como «Anaconda» y «Wrecking Ball» [...] allanó el camino para la sexualidad abierta de las mujeres en el pop». En el videoclip de «Beautiful» (2002), la escena destacada de un beso gay ha sido considerada uno de los momentos más importantes para la cultura LGBT, además de iniciar la imagen de Aguilera como icono gay. Ambos trabajos fueron elegidos como uno de los mejores videos musicales del siglo XXI por los editores de Billboard, mientras que ella fue nombrada una de las mejores mujeres de la era del video según VH1. En 2012, su colección videográfica y algunos looks utilizados a lo largo de su carrera formaron parte de una exposición del Museo Nacional de Mujeres en las Artes con el objetivo de ilustrar «los roles esenciales que han desempeñado las mujeres en el avance del rock and roll y la cultura estadounidense». Jon Caramanica de The New York Times también comentó sobre sus contribuciones a la televisión, observando un número expresivo de artistas firmando con cadenas de televisión para actuar como entrenadores de concursos de telerrealidad de canto después de su participación en la versión estadounidense de la franquicia The Voice.

## Logros

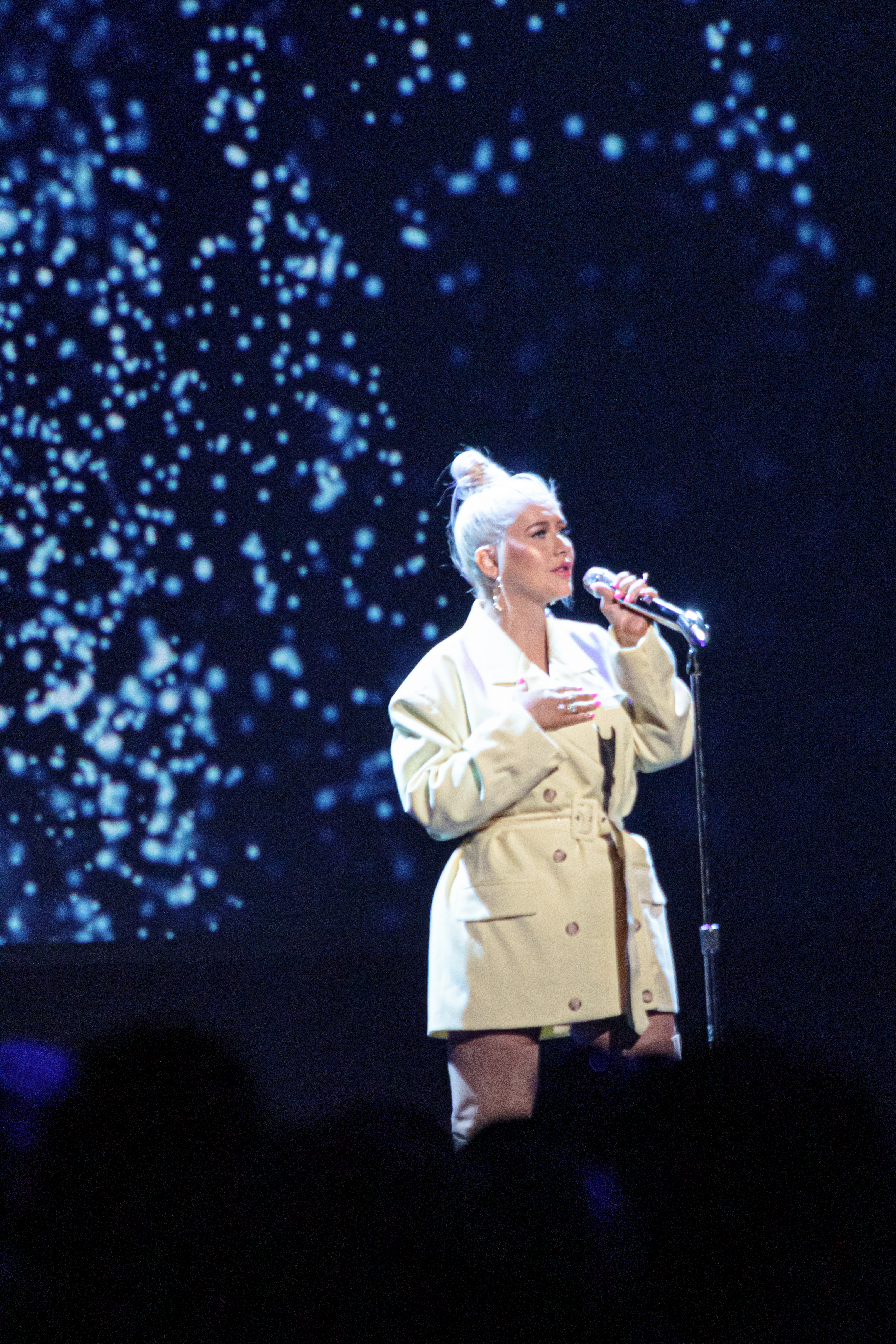
Aguilera interpretando «Reflection» durante la Expo D23 en 2019, donde fue honrada como Leyenda Disney.

Aguilera ha acumulado varios premios y reconocimientos en su carrera. A la edad de 19 años, ganó el Premio Grammy al mejor artista nuevo, siendo reconocida por The Recording Academy como una de las cantantes más jóvenes en recibir este premio. Desde entonces, ha ganado cuatro premios Grammy más. Además, ha ganado dos Premios Grammy Latinos, dos MTV Video Music Awards, un Billboard Music Award, un Guinness World Records, y también fue nominada a un Globo de Oro. En 2010, recibió una estrella en el Paseo de la Fama de Hollywood en «reconocimiento a sus logros en la industria discográfica». En 2019, también fue inmortalizada como Leyenda de Disney en «honor por sus notables contribuciones a Walt Disney Company». Además de ser citado a menudo como uno de los artistas latinos más destacados en la industria del entretenimiento, Aguilera fue elegida como una de las 100 personas más influyentes del mundo por Time en 2013.
Aguilera es reconocida como una de las artistas musicales más vendidas del mundo, con ventas estimadas de alrededor de 75 millones de discos. Según Nielsen Soundscan, ha vendido más de 18,3 millones de álbumes en los Estados Unidos, y su álbum debut homónimo (1999) fue certificado óctuple platino y catalogado como uno de los más vendidos en el país por la Recording Industry Association of America (RIAA). En cuanto a sus ventas digitales, se estima que ha vendido alrededor de 21,4 millones de canciones en el país hasta 2014. En el Reino Unido, Aguilera ha vendido más de 9,4 millones de discos hasta 2013, de los cuales 3,3 millones en ventas de álbumes y 6,1 millones en ventas de sencillos. Según The Official Charts Company, su cuarto álbum de estudio Stripped (2002) es uno de los pocos en superar los 2 millones de copias vendidas, convirtiéndose en el segundo álbum más vendido de una artista femenina estadounidense durante la década de 2000 y uno de los álbumes más vendidos del milenio en el país. Además, «Moves Like Jagger» (2011), su colaboración con la banda Maroon 5, fue citada como uno de los sencillos más vendidos en Australia, Canadá, Corea del Sur, el Reino Unido, y los Estados Unidos, así como uno de los sencillos digitales más vendidos con más de 14,4 millones de copias. La canción fue certificada diamante por la RIAA en 2021.
Después de ser catalogada como la mejor artista femenina de 2000 y 2003, Billboard clasificó a Aguilera como la vigésima artista más exitosa de la década de 2000. A través de la misma publicación, fue considerada una de las artistas más exitosas de la década en las listas Billboard 200, Hot 100, y Mainstream Top 40, y la segunda artista de sencillos más vendida en Estados Unidos, detrás de Madonna. En 2016, también fue nominada como una de las mejores artistas de la historia de las listas Mainstream Top 40 y Dance Club Songs. Además, Aguilera fue reconocida por la revista como una de las cuatro artistas femeninas en la historia en tener un sencillo número uno en el Billboard Hot 100 en tres décadas consecutivas. En 2020, Pollstar la citó como una de las mejores artistas femeninas del siglo XXI en la industria de los conciertos; según la publicación, vendió más de 1,8 millones de entradas para sus actuaciones a lo largo de su carrera, con una ganancia superior a los 113,8 millones de dólares. En Marruecos, Aguilera realizó su concierto de mayor audiencia, atrayendo a 250.000 personas a su actuación en el Festival Mawazine, convirtiéndose en el récord de audiencia en la historia del evento.

## Vida personal

### Escándalos en discográficas
Después del éxito de su álbum debut, Aguilera declaró estar insatisfecha con la música e imagen que su representante mostraba de ella. En 2000 entabló una demanda a Steve Kurtz, argumentando que existió fraude y enriquecimiento ilícito de él gracias a su carrera profesional. Según los planteamientos presentados, el productor no usó honestamente los derechos e intereses de la cantante. Los abogados encontraron que tomaba mucho más dinero del que ganaba como representante. Las autoridades del estado de California anularon el contrato gracias a una petición de Aguilera. Cuando terminó la relación laboral con Kurtz, el productor Irving Azoff y la misma Aguilera fueron los encargados de controlar la imagen y el sonido de su carrera.
El álbum grabado en su adolescencia con Warlock Records, Just Be Free, salió a la venta incumpliendo algunos reglamentos legales. Cuando la compañía discográfica de Aguilera, RCA Records, se dio cuenta, le pidió a los admiradores de la cantante que no compraran el disco y contactaron a las autoridades para detener la distribución del mismo. Meses después, Aguilera y RCA demandaron a Warlock Records bajo las acusaciones de rompimiento de contrato y competencia desleal respectivamente, de ese modo, la discográfica detuvo la distribución del material. Ambas partes llegaron a un acuerdo y mantuvieron la solución del caso como confidencial, pese a que el álbum ya había vendido 5 millones de copias mundialmente.

### Relaciones
Aguilera comenzó a salir con el ejecutivo de música, Jordan Bratman en 2003. Su compromiso fue anunciado en febrero de 2005, y se casaron el 19 de noviembre de 2005, en una finca del Valle de Napa. En septiembre de 2007, Paris Hilton divulgó el embarazo de la cantante. Sin embargo, Aguilera no lo había hecho público. Tres meses después, el 4 de noviembre de 2007, el embarazo fue confirmado por la cantante en una entrevista de la revista Glamour. El 12 de enero de 2008, Aguilera dio a luz a su hijo, Max, en el centro médico de Cedars – Sinai en Los Ángeles, California. Aguilera publicó el nombre completo del bebé, Max Liron Bratman, en su sitio oficial un día después. Más tarde ese mes, Aguilera y Bratman celebraron a Max Liron, que fue circuncidado de acuerdo con el ritual judío. De acuerdo con la revista Forbes Magazine, Aguilera recibió, por parte de la empresa People, más de un millón de dólares por las fotos de su hijo, siendo el lugar n.º 5 en la lista de las fotos más caras de bebés de celebridades.
En octubre de 2010, Aguilera confirmó en informes de prensa que ella y Bratman se habían separado, diciendo en un comunicado: "Aunque Jordan y yo estamos separados, nuestro compromiso con nuestro hijo Max sigue siendo tan fuerte como siempre." Aguilera solicitó el divorcio de Bratman, buscando la custodia legal y física de su hijo; el proceso del divorcio terminó en abril de 2011. Durante el rodaje de la película Burlesque en 2010, protagonizada por Aguilera y la cantante Cher, conoció a su actual pareja, Matt Rutler. El 14 de febrero de 2014, anunció por su cuenta oficial de Twitter que ella y Matt se habían comprometido. Días más tarde, se confirmó que la cantante estaba embarazada de su segundo hijo. A finales de marzo de ese mismo año, se confirmó que sería una niña, la cual nació el 16 de agosto de 2014 en el hospital Cedars Sinai, en Los Ángeles mediante cesárea. Aguilera anunció por su cuenta oficial de Twitter que la niña se llama Summer Rain Rutler.

### Conflictos con otros artistas

#### Britney Spears

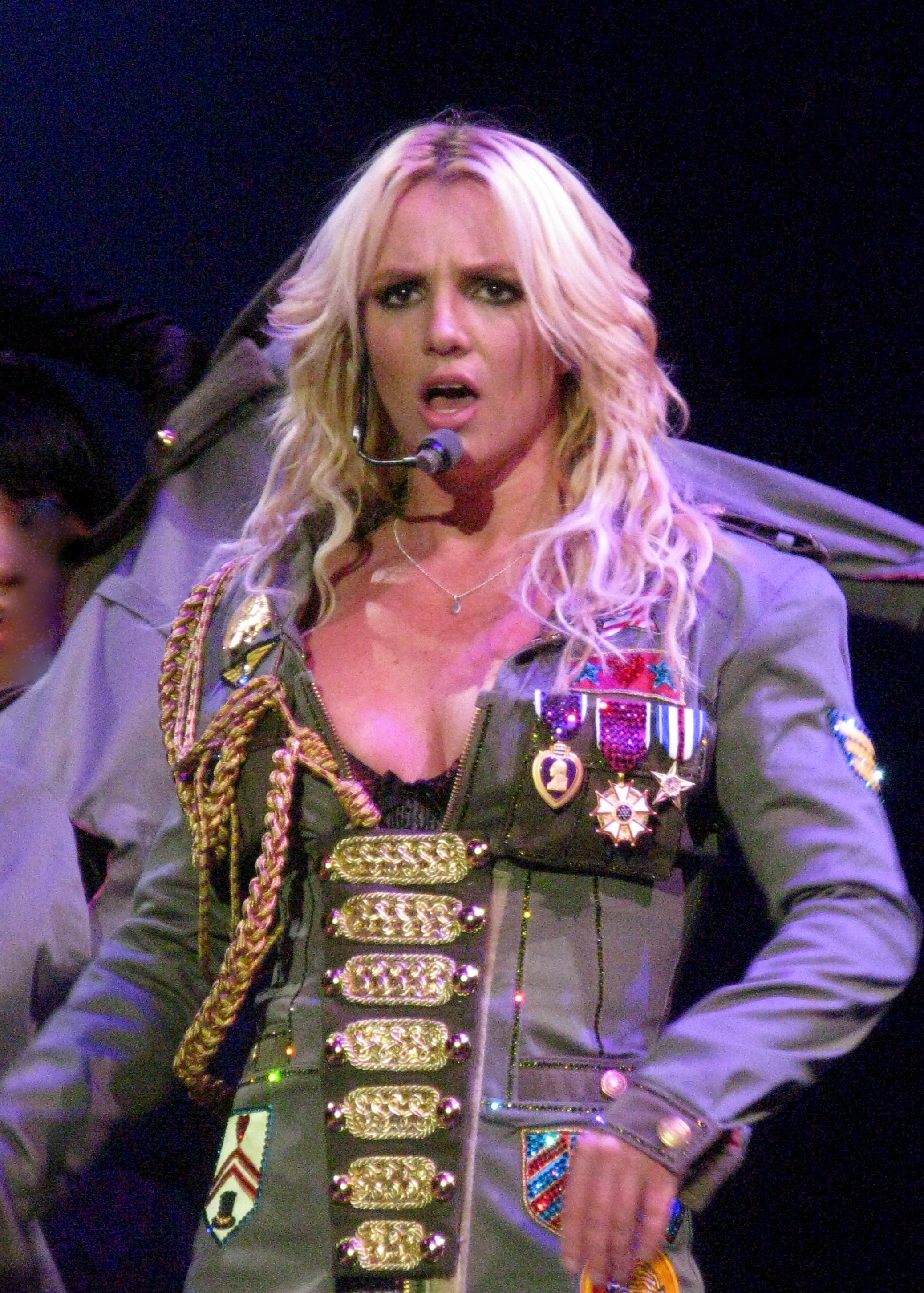
Desde los inicios de su carrera, Aguilera ha sido rivalizada frecuentemente con Britney Spears.

Desde el inicio de su carrera, Aguilera ha sido comparada con la cantante Britney Spears. Para desmentir su supuesta rivalidad, Spears y Aguilera salieron juntas en los MTV Video Music Awards 2000 a presentar a Whitney Houston. En los MTV Video Music Awards 2003 las dos interpretaron un medley junto a Madonna y Missy Elliot. Sin embargo, en la edición de diciembre de 2003 de la revista Blender, Aguilera dijo: «Mira a gente como Beyoncé o Britney. Están desesperadas en parecer niñas buenas y dulces, pero después las ves en sesiones de fotos que son extremadamente sexuales – pantalones cortos apretados y poco más. ¿Entonces por qué intentan ser virginales en las entrevistas?». En esa misma entrevista, Aguilera habló sobre la actuación en los VMA, y sugirió que Spears no cantó en directo: «¿Quién sabe lo que pasó exactamente? Se suponía que ella iba a cantar en directo. Estas personas no son artistas, tan solo son intérpretes, falsos y superficiales; como el evento en sí». Aguilera añadió que «el beso de Britney fue un truco publicitario. El mío, sin duda, no se ensayó de esa forma». Además, Aguilera dijo que la actuación original contemplaba un beso conjunto entre las tres, afirmando que «yo estaba dispuesta a besar a Britney, pero ella no quería. [Spears] parecía muy distante, incluso durante los ensayos. Siempre que yo intentaba entablar una conversación con ella – bueno, digamos que parecía nerviosa todo el rato. Yo quería acercarme a ella, porque siento que necesita a alguien en su vida ahora mismo que la guíe». Al final, Christina añadió: «Quien sabe, tal vez no soy la persona idónea para ayudarla. Somos personas diferentes, ¿no es así? En el mundo hay diferentes tipos de cantantes. Tú tienes tus artistas y tú tienes tus simples intérpretes. Yo soy una artista y, bueno...».
En la edición de enero/febrero de 2004 de la revista Blender, entrevistaron a Britney, donde respondió a los comentarios de Aguilera: «No puedo creer que Christina haya dicho eso de mí. Me hace gracia, porque después de no verla en dos años, me besa en una discoteca en frente de toda esa gente... Yo digo "encantada de verte" y [Christina] dice "bueno, no estás siendo auténtica conmigo". Y yo le digo "Bueno, Christina, ¿cuál es tu definición de ser auténtica? ¿Acercarte a chicas y besarlas después de dos años sin verlas? ¿Una chica perdida? Me parece que eres tú la que está perdida"». Spears añadió: «Cuando alguien ha sido maleducado contigo tantas veces, es como "¿Sabes qué, Christina? Ya no estoy interesada en fingir y toda esa mierda. Das miedo y siento mucha maldad cuando me acerco a ti, tengo que irme de aquí"».
En una entrevista con la revista US Weekly en agosto de 2004, Aguilera criticó a Britney después de su anuncio de boda con Kevin Federline, diciendo: «¡No me puedo creer que esa chica se haya comprado su propio anillo de compromiso! Lo he visto de cerca, parece que se lo hubiera comprado en la cadena de teletienda QVC». Christina continuó: «Conozco a Britney. No es una vagabunda, pero desde luego actúa de esa manera».

#### Eminem
Poco después del inicio de su carrera artística, Aguilera fue vinculada amorosamente por la prensa a Carson Daly, un animador de la cadena MTV La supuesta pareja encabezó varios titulares después del lanzamiento de «The Real Slim Shady», un tema del rapero estadounidense Eminem, donde se insinuaba que Aguilera era una «putita» que le había sido infiel a Carson con el cantante de rock Fred Durst practicando sexo oral. Sin embargo, durante una entrevista, Aguilera citó que el tema era «inmundo», «repugnante» y «falso». Una segunda respuesta llegó con el lanzamiento del álbum Stripped con la canción «Can't Hold Us Down», en la que Aguilera se refirió al rapero como un «machista», que consigue su fama «ensuciando el nombre de los demás». En varias entrevistas, Eminem explicó que insultó a Christina debido a que esta, en el programa "What a Girl Wants", reveló al público que él estaba casado sin su consentimiento. Sin embargo, durante la ceremonia de MTV Video Music Awards de 2003, Eminem pidió disculpas a Aguilera y, de acuerdo con la cadena, los problemas entre los artistas cesaron.

#### Pink

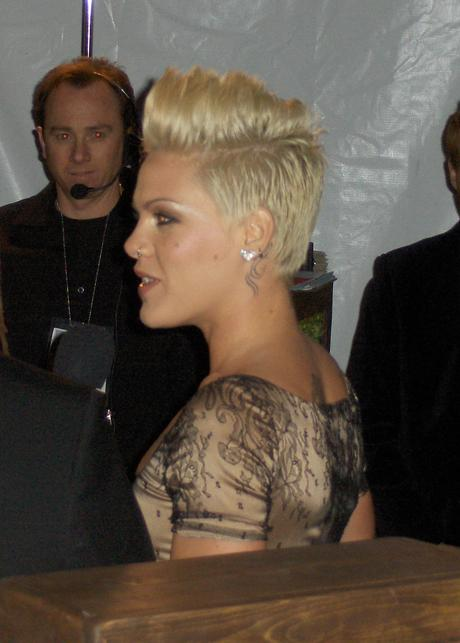
La cantante Pink colaboró junto con Aguilera en «Lady Marmalade» y han tenido problemas desde entonces.

Durante la promoción del álbum Stripped, Aguilera se vio involucrada en conflictos con otros artistas. En 2003 fue burlada por la cantante Pink, quien durante la interpretación de la canción «Lady Marmalade», entonaba el sencillo «Beautiful» sosteniendo a una muñeca inflable con la apariencia de Aguilera. La presentación fue censurada en el DVD de la gira, e hizo que se levantaran polémicas referente a la colaboración que tuvo la autora de «Beautiful» con las dos cantantes.

#### Kelly Osbourne
También en 2003, la artista Kelly Osbourne dijo que Aguilera era «una de las personas más detestables del mundo». El conflicto entre ambas se vio aún más afectado en la ceremonia de los premios MTV Europe Music Awards 2003, donde Osbourne dijo que Aguilera parecía una «vaca». No obstante, un video del detrás de cámaras de la premiación apareció por internet, y en él se mostraba a Aguilera lanzándole dardos a una fotografía de Osbourne. Años después, en 2012, Obsurne agredió nuevamente a Aguilera en su programa Fashion Police, donde funge como conductora, burlándose y argumentando acerca del sobrepeso de Aguilera, pero la cantante nunca respondió a los insultos de Osbourne. Meses después, Osbourne volvió a ofender a Aguilera, nuevamente la cantante no respondió.

#### Mariah Carey
En 2006, para el lanzamiento del álbum Back to Basics, Aguilera presentó una entrevista donde habló de la cantante Mariah Carey diciendo que «me sentí decepcionada pues [Mariah] no fue buena persona conmigo... Una vez estábamos en una fiesta y pensé que [Mariah] estaba borracha, pues decía cosas despectivas sobre mí, pero fue en aquel período en el que [Mariah] tuvo esa crisis nerviosa, así que tal vez [Mariah] estaba muy medicada». Sin embargo, Carey le contestó en una entrevista a Access Hollywood, citando que «espero que Christina se encuentre mejor ahora que la última vez que la vi, cuando se autoinvitó a una de mis fiestas y mostró un comportamiento muy cuestionable. Es triste y a la vez previsible que [Christina] use mi nombre en estos momentos para reinventarse incidentes pasados y promocionarse. Está en mi corazón perdonar y la tendré en mis plegarias». La respuesta al comentario de Carey por parte de Aguilera fue que «mis intenciones no eran molestar a Mariah. No quería que las declaraciones se salieran de contexto. Le tengo todo el respeto del mundo».

#### Lady Gaga y Perez Hilton

Lady Gaga tuvo conflictos en los inicios de su carrera con Aguilera, ya que ambas eran comparadas por la prensa por sus mismos estilos.

Hacia finales de 2008, se hicieron comparaciones entre el sentido de la moda de Aguilera y la entonces debutante Lady Gaga y se notaron similitudes en su estilo, su cabello y maquillaje. Gaga emitió un comunicado en el que agradecía estas comparaciones, debido a que tal atención le generaba una publicidad útil. Dijo: “Christina Aguilera es una estrella tremenda y debería enviarle flores, porque mucha gente en Estados Unidos no sabía quién era yo hasta que esto pasó. Realmente me puso en el mapa, de cierto modo”.

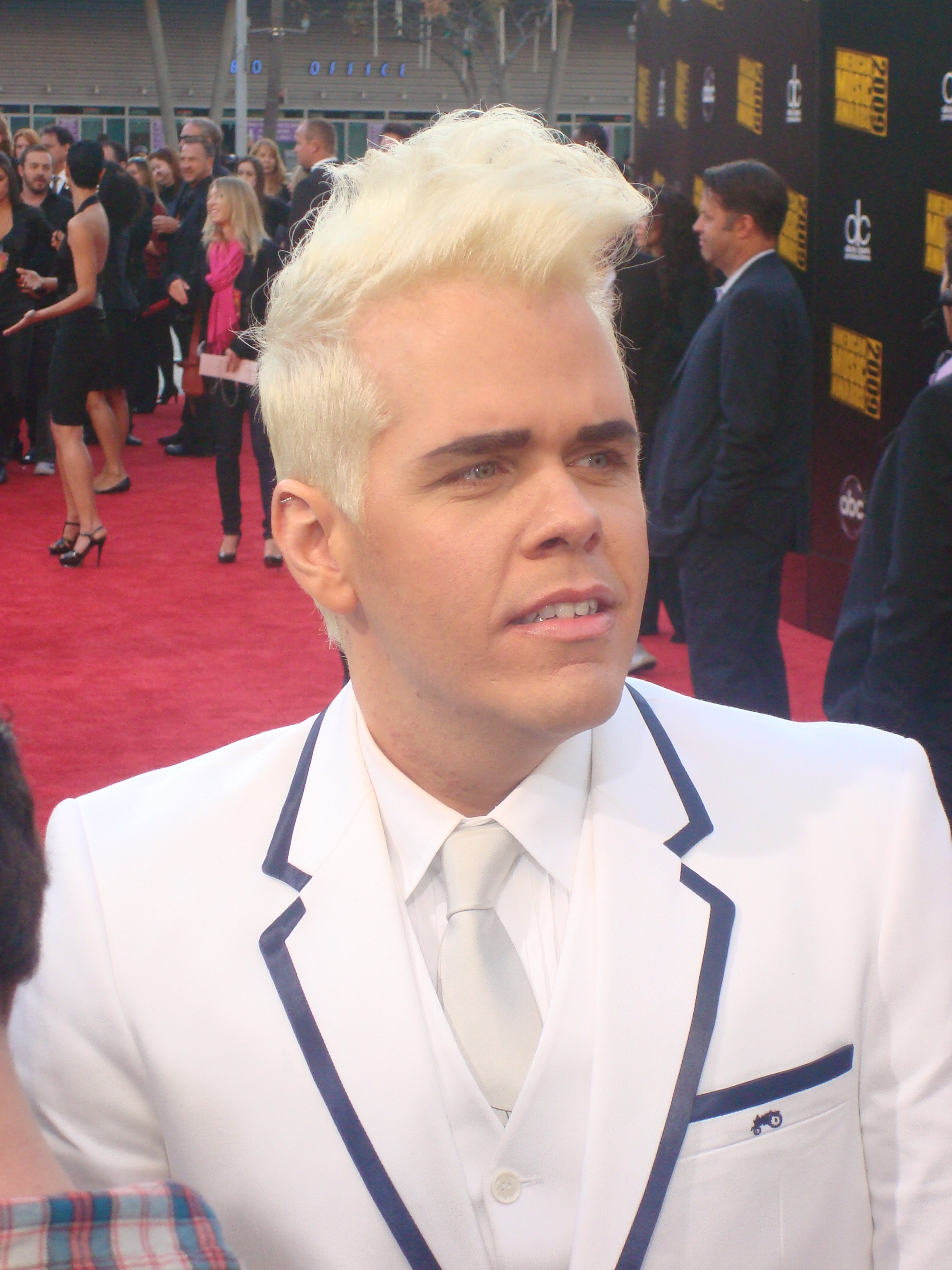
El bloguero Perez Hilton, estuvo implicado en fuertes acusaciones en contra del álbum Bionic.

A mediados del 2010, tras el lanzamiento del álbum Bionic (2010), fuertes acusaciones por el público y críticos de música acusaron a Christina Aguilera por plagiar a Lady Gaga, poniéndola en su contra llamándola como una nueva rival para Aguilera. Por su parte, se cree y hubo rumores acerca de una conspiración contra el álbum que incluía a personas del medio del espectáculo como el bloguero Perez Hilton, Lady Gaga, Interscope Records (disquera de Lady Gaga) y Akon (productor y descubridor de Gaga) para quitar las canciones del álbum de las estaciones de radio más importantes de los Estados Unidos. Más tarde salió a la luz una grabación de la conspiración más nunca se mencionó el nombre de Gaga. Años después, a mediados de agosto de 2013, justo en el periodo en que Lady Gaga estrenó su nuevo sencillo «Applause», el bloguero Perez Hilton y Gaga tuvieron una pelea casi pública en Twitter, donde Gaga arremetió indirectas sobre él; y este tuiteó otras indirectas sobre Lady Gaga comentando algunos sabotajes que había realizado la cantante de pop para algunos artistas, comentando: "@ladygaga no solo es #cruel con la gente que trabajaba para ella, amigos míos, sino que también intentó sabotear a otros artistas", entre otros tuits. Inmediatamente muchas personas relacionaron el suceso con el álbum Bionic y Christina Aguilera, siendo tendencia global en Twitter en ese entonces la frase "#GagaSabotagedBionic". Tras la pelea pública entre Lady Gaga y Perez Hilton; este último, días después, lanzó una campaña en su cuenta oficial en Twitter adjuntando una imagen de la era Bionic que venía como lema "#JusticeForBionic" (en español: Justicia para Bionic) e invitando a comprar en iTunes el álbum el día 11 de noviembre del mismo año —el público llamó de hipócrita a Perez Hilton por el suceso—. Paralelamente la frase "JusticeForBionic" se convirtió tema global del momento en la red social antes mencionada. El 11 de noviembre el álbum llegó a la posición 40 en iTunes Colombia, 35 en Italia, 15 en México, 25 en Brasil y 2 en Costa Rica. De este modo el Proyecto JusticeForBionic se convirtió en un éxito total, ya que volvió a ingresar a las listas de iTunes rápidamente, debutando en la posición número 91 en todo el mundo a tres años de ser lanzado. El 17 de septiembre de 2013, dichos conflictos entre Gaga y Aguilera terminaron en la final del programa The Voice —donde Christina Aguilera fungía como juez principal— donde ambas se presentaron juntas para interpretar «Do What U Want» de Lady Gaga en la final de la presentación. Dicha presentación fue catalogada como lo mejor de la noche, además de compararla con la famosa presentación de Aguilera en los premios MTV junto a Britney Spears y Madonna. Actualmente, esta problemática aún sigue siendo vigente y después de casi una década de lanzamiento del álbum, todavía se comparte la frase "JusticeForBionic".

## Otros proyectos

### En televisión
Aguilera firmó contrato en febrero de 2010 para ser parte de concurso de canto The Voice que emitió su primera temporada en abril de 2011 en la cadena NBC. Aguilera, junto a otros cantantes como Adam Levine, Blake Shelton y Cee Lo Green sirven como jueces/entrenadores y con Carson Daly como presentador del programa. El programa se ha convertido en unos de los programas más exitosos de la televisión estadounidense, llegando a figurar en el número 1 de la televisión.
- Primera temporada: La primera temporada se estrenó en NBC el 26 de abril de 2011 y la final fue el 29 de junio de 2011. Christina Aguilera se inició como juez principal y entrenadora en la primera temporada del reality, teniendo grandes puntos de índice de audiencia para la cadena NBC y rompiendo récords en la misma. Durante esta temporada Aguilera cantó varios de sus sencillos, entre "Lady Marmalade" destacablemente, junto con su equipo llamado #TeamXtina. También cantó con la finalista de su equipo en una nueva versión de la canción "Beautiful" para el final de la temporada, la cual logró posicionarse dentro de la lista Billboard Hot 100 de Estados Unidos.
- Segunda temporada: tras el éxito del programa en la televisión estadounidense decidieron comenzar el rodaje de la segunda temporada para principios del 2012 donde se estrenó el 5 de febrero de 2012, incluyendo una especial edición después de la transmisión del Super Bowl XLVI. La final se realizó el 8 de mayo de 2012. El primer capítulo atrajo a más de 37 millones de personas, con base a esto se decidieron aumentarle el salario a Christina a 10 millones de dólares que promediando el salario por capítulos del programa Aguilera se convierte en la juez mejor pagada de la televisión estadounidense. Durante esta temporada Aguilera cantó con su equipo #TeamXtina como la temporada pasada pero esta vez interpretaron la canción de "Fighter". Además escogió la canción de "The Prayer" de Céline Dion y Andrea Bocelli para crear una nueva versión junto con el finalista de su equipo de esta temporada, la canción logró entrar en la lista Billboard Hot 100 y Canadian Hot 100.
- Tercera temporada: Tuvo la apertura el 10 de septiembre de 2012. Inicialmente no se tenía en mente la tercera temporada este año sino hasta 2013, pero decidieron adelantarlo para tener competencia directa con X Factor donde Britney Spears estaba como juez principal del mismo y así poder revivir la rivalidad entre estas divas del pop, pero por mala suerte de X Factor, The Voice se llevó la mayor cuota de espectadores, superando los catorce millones de audiencia frente a sus 5 millones.[353] Por otra parte se tuvo como ayudante para Christina Aguilera a Billie Joe Armstrong vocalista y guitarrista de la banda Green Day que mencionó que le dieron a elegir entre los jueces Christina Aguilera o Adam Levine y dijo que escogería a cantantes de verdad (entre risas). Además, durante la conferencia de prensa de dicho programa Aguilera confirmó que ya no aparecería en la cuarta temporada del programa debido a que tenía planes de promocionar su 5.º álbum de estudio, Lotus, siendo sustituida por la cantante colombiana Shakira.
- Quinta temporada: Tras la partida de Shakira, Aguilera regresó a la quinta temporada del programa de canto junto a sus antiguos compañeros. Dio inicio el 23 de septiembre de 2013 con una audiencia de más de 14,5 millones superando a los dos estrenos anteriores con una calificación de 4.9 en adultos (18-49 años) convirtiéndose en el favorito de la noche y siendo el segundo mejor estreno de todas las temporadas del programa después de la segunda temporada que dio inicio después del Super Bowl XLVI.[113] Por otro lado, Aguilera tiene como ayudante en el equipo al cantautor y guitarrista británico Ed Sheeran. Esta fue la primera temporada en trasmitirse en Iberoamérica por el canal Sony Entertainment Television el 3 de octubre del mismo año.
- Octava temporada: La octava temporada del programa de telerrealidad y talent show americano The Voice comenzó a ser emitida el 23 de febrero de 2015 por NBC.[354] Carson Daly volverá a la conducción. Adam Levine, Blake Shelton y Pharrell Williams regresarán como entrenadores. Gwen Stefani por su cuenta no regresó, haciendo espacio a la vuelta de la entrenadora original, Aguilera, después de dos temporadas de ausencia. El Team Xtina tuvo como invitado para apoyo a Nick Jonas.
- Décima temporada y última: Comenzó a ser emitida el 29 de febrero de 2016, por NBC y presentada por Carson Daly. Esta es la última temporada en donde participó Aguilera junto a sus compañeros Adam Levine, Pharrell Williams y Blake Shelton. Aguilera tuvo como invitada de apoyo a Patti LaBelle[355][356] Por otro lado, la participante elegida de Aguilera, Alisan Porter, logró ganar esta temporada convirtiendo a Christina en la primera mujer de todas las temporadas del programa en ganar.

### Actriz
En 1991, Aguilera hizo una audición para un papel en Mickey Mouse Club pero no cumplió con los requisitos de edad mínima. Dos años más tarde, se unió al reparto para realizar números musicales y cómicos hasta la cancelación de la serie en 1994. Desde entonces, Aguilera ha hecho numerosas apariciones en televisión. En 1999 hizo un cameo en un episodio de 90210. Asimismo participó en el programa de comedia Saturday Night Live en 2004, donde interpretó su propia versión de Samantha Jones, personaje de Sex and the City, parodiando el final de la serie. Antes de esto, apareció como invitada musical en episodios organizados por Christopher Walken en 2000, Salma Hayek en 2003 y nuevamente en 2006 con Alec Baldwin. En cuanto a papeles en películas, Aguilera ha mencionado que le gustaría interpretar personajes similares a los que hizo Angelina Jolie. También colaboró con la banda sonora de la película animada de DreamWorks El espantatiburones de 2004; Aguilera cantó a dúo con Missy Elliott «Car Wash», canción de la escena final del filme donde ambas intérpretes hacen una breve aparición como personajes animados (Christina en el papel de una medusa rastafari y Elliot como un atún).
En 2008 apareció en el documental de Martin Scorsese, Shine a Light, la crónica de un concierto de dos días de los Rolling Stones en el Teatro Beacon de Nueva York. La película cuenta con Aguilera cantando "Live With Me" junto a Mick Jagger. Shine a Light, se estrenó en el Festival de Cine de Berlín y fue lanzada mundialmente el 4 de abril de 2008. Aguilera apareció como juez invitado en la sexta temporada de Project Runway en Lifetime Televisión. Ella y el diseñador Bob Mackie fueron la inspiración para el desafío en el que tuvo que diseñar un traje de escenario para Aguilera. Había breve cameo en la comedia Get Him to the Greek y apareció como ella misma junto a Eminem en la temporada siete de Entourage como una cliente/amiga de Ari Gold.
En el 2010, Aguilera aparece en su primer papel protagonista en un largometraje, una comedia musical titulada Burlesque, que se comenzó a filmar en noviembre de 2009 y que se estrenó el 24 de noviembre de 2010. La película recibió tres nominaciones a los Globos de Oro, incluyendo una para Aguilera en la categoría de "Mejor canción original para una película". En la película Christina interpreta a Ali, una chica de pueblo que "encuentra el amor, la familia y el éxito en un club de Los Ángeles neo-burlesque". La película, distribuida por Screen Gems, fue dirigida por el actor y director Steve Antin quien también escribió el guion, que fue revisado por Susannah Grant. La película es coprotagonizada junto a la cantante Cher, en el papel de propietaria del club y cabeza de cartel. La película también contó con las actuaciones de Cam Gigandet (enamorado de Ali), Stanley Tucci, Eric Dane y Kristen Bell. Aguilera contribuyó como escritora de algunas partituras musicales de la película y la banda sonora, que incluyen también a los productores Danja y Tricky Stewart, además de los compositores Claude Kelly y la cantante Sia Furler. hasta la fecha la película ha recaudado cerca de 130 millones mundialmente.

### Filantropía

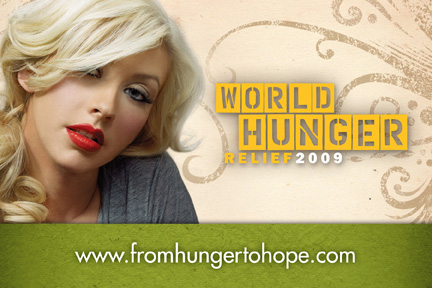
Anuncio publicitario de From Hunger to Hope.

Aguilera ha participado en numerosas obras de caridad durante toda su carrera. En 2001, se firmó una carta de PETA al gobierno de Corea del Sur pidiendo que el país ponga fin a su supuesta matanza de perros por la comida. Durante la promoción de Back to Basics Tour en 2007, Aguilera llevaba una estola diseñada por Roberto Cavalli, sin saber que estaba hecha de piel. Asimismo, después de recibir un vídeo de PETA sobre el tratamiento de los zorros, el vicepresidente Dan Mathews, sustituyó la estola de piel por tela sintética para el resto de la gira, y agregó que "yo sólo pongo piel falsa". En 2010, Aguilera subastó entradas por su gira prevista para Christie, en un intento por salvar la tierra. De tales ingresos, se beneficiaron grupos ambientales sin fines de lucro como: Conservation International, Oceana, Natural Resources Defense Council y The Central Park Conservancy. Aguilera también apoya defensores de la fauna, la falta de niños, la Alianza Nacional de Organizaciones de Cáncer de Mama, Fondo de Investigación del Cáncer de la Mujer, y Cedars-Sinaí Instituto de Investigación del Cáncer de la Mujer. Ella también ha trabajado junto a organizaciones sin fines de lucro Do Something diciendo: "Toda persona tiene el poder de inspirar a los jóvenes a través del país". En 2010, Aguilera fue nominada para un «VH1 Do Something Award» por su trabajo con la organización y sus esfuerzos en la respuesta al terremoto de Haití de 2010. Aguilera sigue siendo un factor importante en su ciudad natal de Pittsburgh contribuye regularmente a los Women's Center & Shelter of Greater Pittsburgh. Según su sitio web oficial, realizó una gira por el centro y donó $200 000 dólares para el refugio. También ha subastado asientos de primera fila y detrás del escenario que pasa por la organización benéfica con sede en Pittsburgh. Ella ha continuado sus donaciones y visitas a la vivienda, y planea abrir una adicional. Christina también apoya la Coalición Nacional Contra la Violencia Doméstica y Refugio Reino Unido. Desde entonces ha trabajado con Lifetime Television en la campaña 'End violence against women' (en español: No más violencia contra las mujeres).

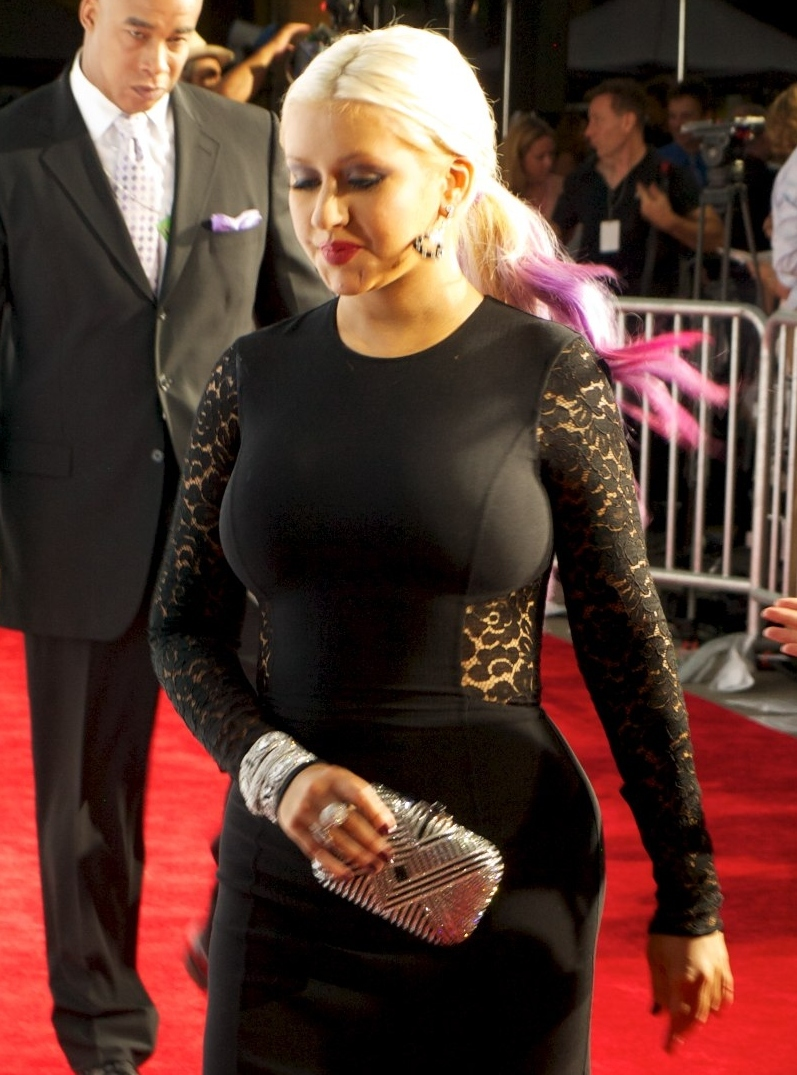
Aguilera en la alfombra roja de Alma Awards (2012), donde recibió un homenaje y premio por su filantropía.

Contribuye en la lucha contra el sida, participando en el proyecto "Artistas de Los Ángeles contra el Sida: What's Going On?". En 2004, se convirtió en el nuevo rostro para la compañía cosmética M•A•C y el portavoz del Fondo M•A•C. contra el sida. Aguilera apareció en los anuncios del lápiz labial y de los lipgloss de Viva Glam V de M•A•C. Ha contribuido a YouthAIDS, presentándose para YouthAIDS y Aldo Shoes; hace campaña para el "Empowerment Tags" en Canadá, Estados Unidos y el Reino Unido. Ha sido publicada con el lema "¿Ningún mal habla?" y "El VIH es algo de lo que la gente no desea hablar, oír o ver". Ha cantado junto a Elton John en su espectáculo de música y moda a favor de la lucha contra el sida llamado "Fashion Rocks", que era televisado anualmente.

En noviembre de 2005, todos sus regalos de boda fueron donados para ayudar a las víctimas del huracán Katrina; en marzo de 2007 se confirma que participaría en un álbum donde haría una versión del tema Mother de John Lennon, los ingresos recaudados serían destinados a los esfuerzos de Amnistía Internacional para poner fin al genocidio en Darfur. El álbum titulado Instant Karma: The Amnesty International Campaign to Save Darfur fue lanzado el 12 de junio y contiene versiones de varios artistas de temas de John Lennon. 

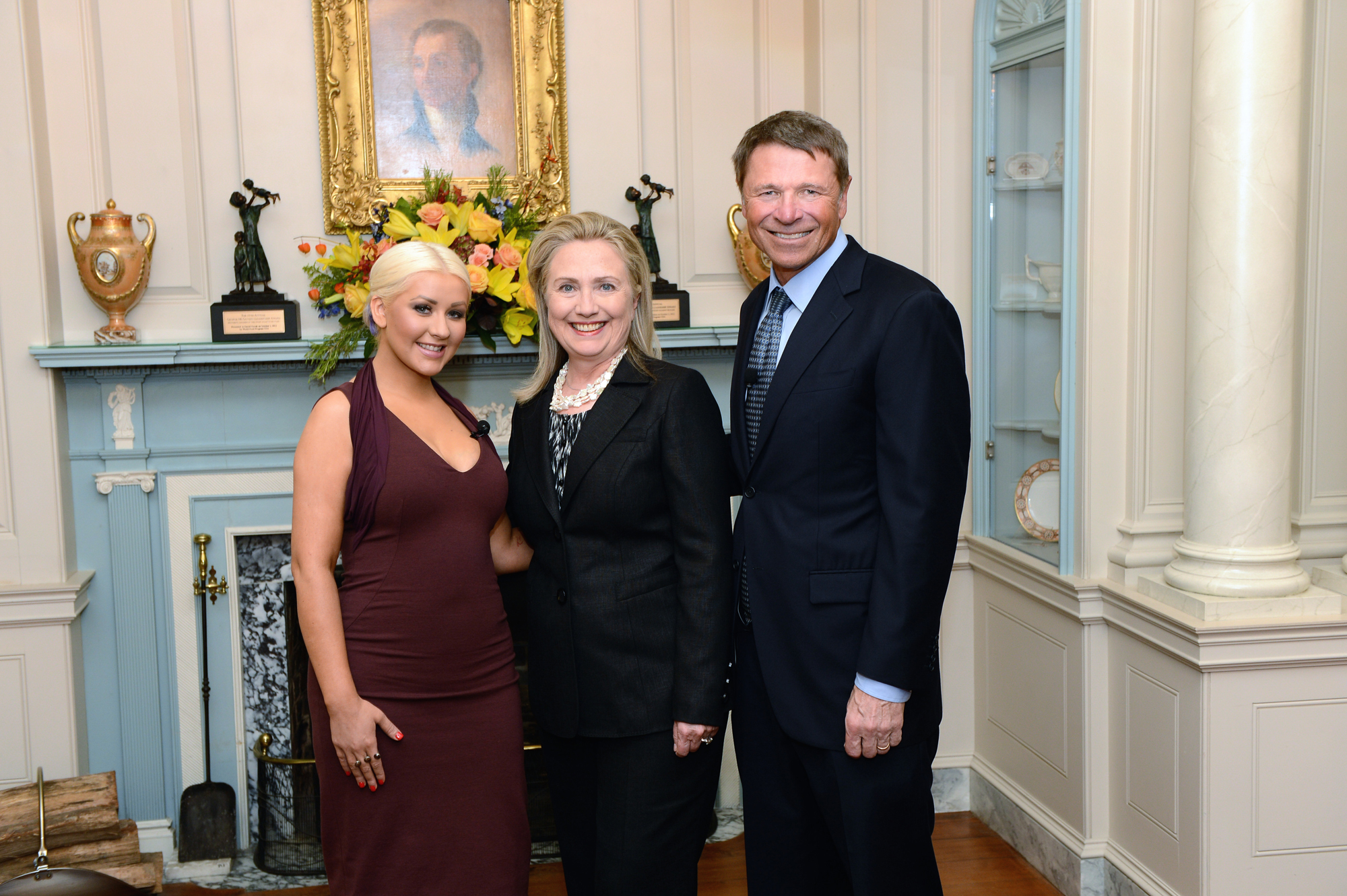
Aguilera con Hillary Clinton y David Novak, donde recibió un reconocimiento por combatir la desnutrición infantil.

En septiembre de 2012, Aguilera recibió un homenaje por su filantropía y se llevó el premio de «ALMA Award» por lo mismo.
Después del homenaje y premio en los ALMA Award, en octubre del 2012, Aguilera recibió un premio muy importante, el Premio de Liderazgo George McGovern siendo la primera cantante en la historia en recibir este premio por la lucha contra la hambruna infantil, la encargada de encabezar dicho evento fue la Secretaria de Estado Hillary Clinton. «Como embajadora del Programa Mundial de Alimentos, Christina ha viajado por Latinoamérica y visto de primera mano la devastación que la malnutrición puede causar especialmente en la edad temprana», señaló Clinton. Christina Aguilera ha logrado recaudar más de 115 millones de dólares para el WFP y otras organizaciones que combaten el hambre en 44 países.
Tras el huracán Sandy en 2012, Aguilera interpretó «Beautiful» para abrir el teletón Huracán Sandy: Coming Together. Se presentó con dicha canción diciendo que ella había nacido en la ciudad devastada de Staten Island. Todo lo recaudado fue para la Cruz Roja Americana. En 2013, Aguilera visitó Ruanda, donde realizó una gira por varios campos de refugiados congoleños junto con el Alto Comisionado de las Naciones Unidas para los Refugiados. Ella planea lanzar varios proyectos de caridad para ayudar a la causa, entre ellos (ya se lanzó) un comercial benéfico con la canción «Light Up The Sky» de fondo, extraído del quinto álbum de estudio de la cantante Lotus.

### Mercado, imagen y productos

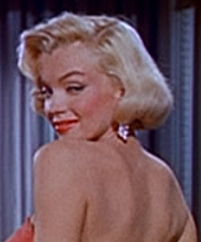
Christina se basó en la imagen de Marilyn Monroe para la promoción de su álbum Back to Basics.

Después de concluir la promoción del álbum Stripped en 2004, Aguilera adoptó otra imagen, basándose en la era de oro de Hollywood, en especial en Marilyn Monroe. Su cambio fue muy bien recibido por los críticos y señalaron que se volvió madura. Durante este tiempo encabezó varios tabloides con titulares como «de vulgar a con clase». De la misma forma, Aguilera cambió su color de pelo castaño por rubio. Muchos de sus admiradores compararon su nuevo estilo con el de las artistas Dita Von Teese, Gwen Stefani y Ashley Judd. No obstante, en 2004, su carrera profesional se vio pocas veces activa, obteniendo interpretaciones de la canción «Hello», para la empresa Mercedes-Benz. También participó con Missy Elliott en una nueva versión de una canción homónima de Rose Royce titulada «Car Wash», que fue usada para la banda sonora de la película El espantatiburones. Además, Aguilera colaboró con el rapero Nelly en un nuevo sencillo titulado "Tilt Ya Head Back".
En 2000, Aguilera fue la imagen de la compañía de maquillaje Fetish, terminando su contrato el siguiente año. Durante su carrera, Aguilera ha representado diferentes marcas, incluyendo Skechers, Mercedes-Benz, Verizon Wireless, Coca-Cola y Pepsi. Por otra parte, en 2003, se volvió una modelo exclusiva de la marca italiana Versace, apareciendo en su campaña de línea de otoño. Aguilera firmó un contrato con la empresa operadora de celulares Orange para la promoción del equipo Sony Ericsson Walkman durante la Copa Mundial de Fútbol de 2006.
Por otro lado, Aguilera ha lanzado varios perfumes, entre ellos, dos exclusivos en Europa. El primero, Xpose, fue lanzado en 2004 y fue moderadamente exitoso. No obstante, en 2007, la cantante emitió una fragancia llamada Simply Christina. En la Navidad de ese año, el perfume se convirtió en número uno en ventas en Reino Unido y Alemania. La fragancia ganó como el perfume favorito de una celebridad en los premios UK Fifi Awards 2008. En septiembre de 2008, puso en circulación su tercera fragancia, Inspire, acompañada con productos de cuidado del cuerpo. Se convirtió en la primera fragancia de Aguilera en lanzarse fuera de Europa y fue muy popular en América, Europa y algunas partes de Asia. Su campaña mundial incluyó imágenes producidas por el director cinematográfico David LaChapelle.

## Discografía
Álbumes de estudio
- 1999: Christina Aguilera
- 2000: Mi reflejo
- 2000: My Kind of Christmas
- 2002: Stripped
- 2006: Back to Basics
- 2010: Bionic
- 2012: Lotus
- 2018: Liberation
- 2022: Aguilera

EPs
- 2022: La Fuerza
- 2022: La Tormenta

Álbumes recopilatorios, Otros álbumes
- 2001: Just Be Free
- 2008: Keeps Gettin' Better: A Decade of Hits

## Giras y residencias
Giras de conciertos
- 2000-2001: Christina Aguilera: In Concert Tour
- 2003: Justified and Stripped Tour y Stripped World Tour
- 2006-2008: Back to Basics World Tour
- 2018: The Liberation Tour
- 2019: The X Tour
- 2022: EU/UK Summer Series

Residencias de conciertos
- 2019: Christina Aguilera: The Xperience en Las Vegas, Nevada.

## Filmografía
| Año  | Título                                                                    | Rol           | Notas             |
| ---- | ------------------------------------------------------------------------- | ------------- | ----------------- |
| 1998 | Reflections on Ice: Michelle Kwan Skates to the Music of Disney's 'Mulan' | Ella misma    | Voz               |
| 2004 | El espantatiburones                                                       | Medusa        | Voz               |
| 2008 | Shine a Light                                                             | Ella misma    | Estrella invitada |
| 2010 | Get Him to the Greek                                                      | Ella misma    | Cameo             |
| 2010 | Burlesque                                                                 | Ali Rose      | Protagonista      |
| 2017 | Emoji: la película                                                        | Akiko Glitter | Voz               |
| 2018 | Zoe                                                                       | Jewels        |                   |

| Año       | Título               | Rol           | Notas                                                                                   |
| --------- | -------------------- | ------------- | --------------------------------------------------------------------------------------- |
| 1993-1995 | Mickey Mouse Club    | Ella misma    | Elenco principal                                                                        |
| 1999      | Beverly Hills, 90210 | Ella misma    | «Let's Eat Cake»                                                                        |
| 2000-2006 | Saturday Night Live  | Ella misma    | Presentadora, invitada musical, 4 episodios                                             |
| 2009      | Project Runway       | Ella misma    | Jueza invitada, «Sequins, Feathers and Fur, Oh My!»                                     |
| 2010      | Entourage            | Ella misma    | «Lose Yourself»                                                                         |
| 2011-2016 | The Voice            | Ella misma    | Jueza/Entrenadora (temporadas 1, 2, 3, 5, 8 y 10) - 2016: Actriz invitada (temporada 3) |
| 2015      | Nashville            | Jade St. John | 3 episodios                                                                             |